# Województwo lubelskie

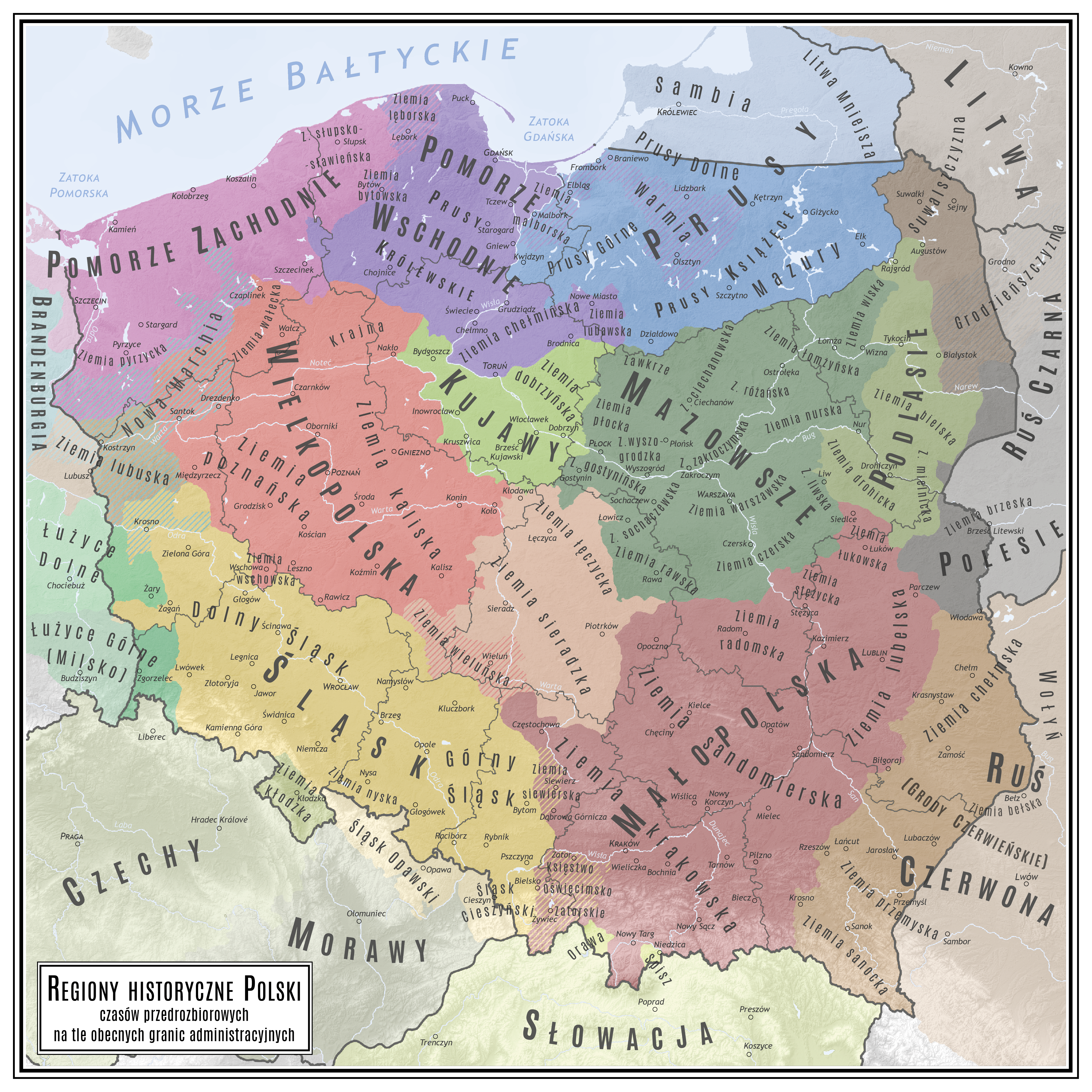
Krainy historyczne woj. lubelskiego i Polski na tle współczesnych granic administracyjnych

Województwo lubelskie – jednostka samorządu terytorialnego i podziału administracyjnego we wschodniej Polsce, o powierzchni 25 122,46 km². Obejmuje głównie południową połowę Niziny Południowopodlaskiej, Polesie Zachodnie i Wołyńskie (po Bug) oraz Wyżynę Lubelską, mały obszar Wyżyny Wołyńskiej, większość polskiego Roztocza i skraj Kotliny Sandomierskiej. Według danych GUS 30 czerwca 2020 roku zamieszkiwało je około 2,1 mln osób. Siedzibą władz wojewódzkich jest Lublin. Jest najdalej wysuniętym na wschód województwem w Polsce.
Współczesne województwo lubelskie obejmuje kilka głównych krain historycznych. Z regionu Małopolski należą do niego prawie w całości ziemia lubelska i większa część ziemi łukowskiej, a ponadto część ziemi stężyckiej i fragment ziemi sandomierskiej. Obejmuje również części Rusi Czerwonej i Polesia leżące przy lewym brzegu Bugu. Od 1809 r. północna część obszaru między Wisłą a Bugiem znajdowała się w siedleckim regionie administracyjnym, nazywanym Podlasiem, obecnie Podlasiem Południowym. Marszałkiem Województwa Lubelskiego od 2018 roku jest Jarosław Stawiarski.

## Historia

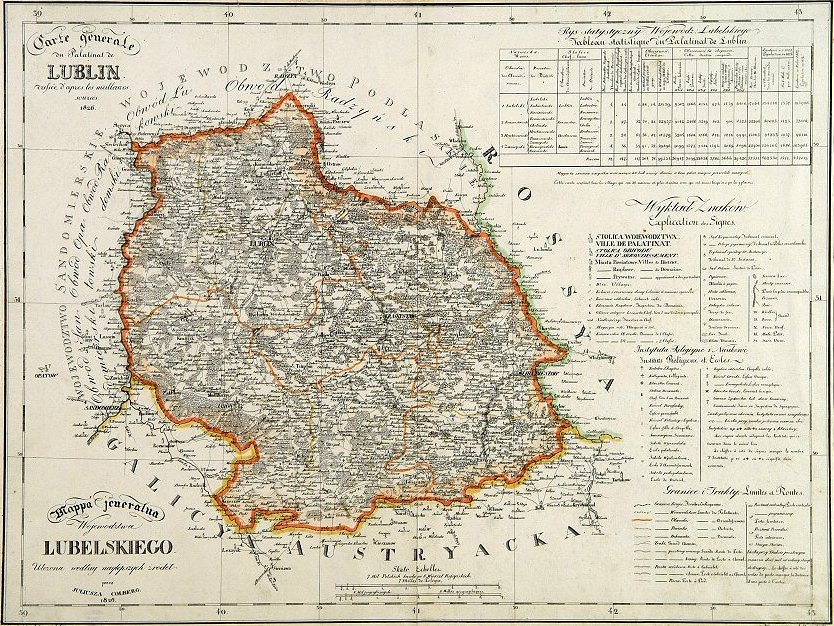
Mapa generalna województwa lubelskiego, 1826

Województwo lubelskie w latach 1944–1950

Województwo lubelskie w latach 1950–1975

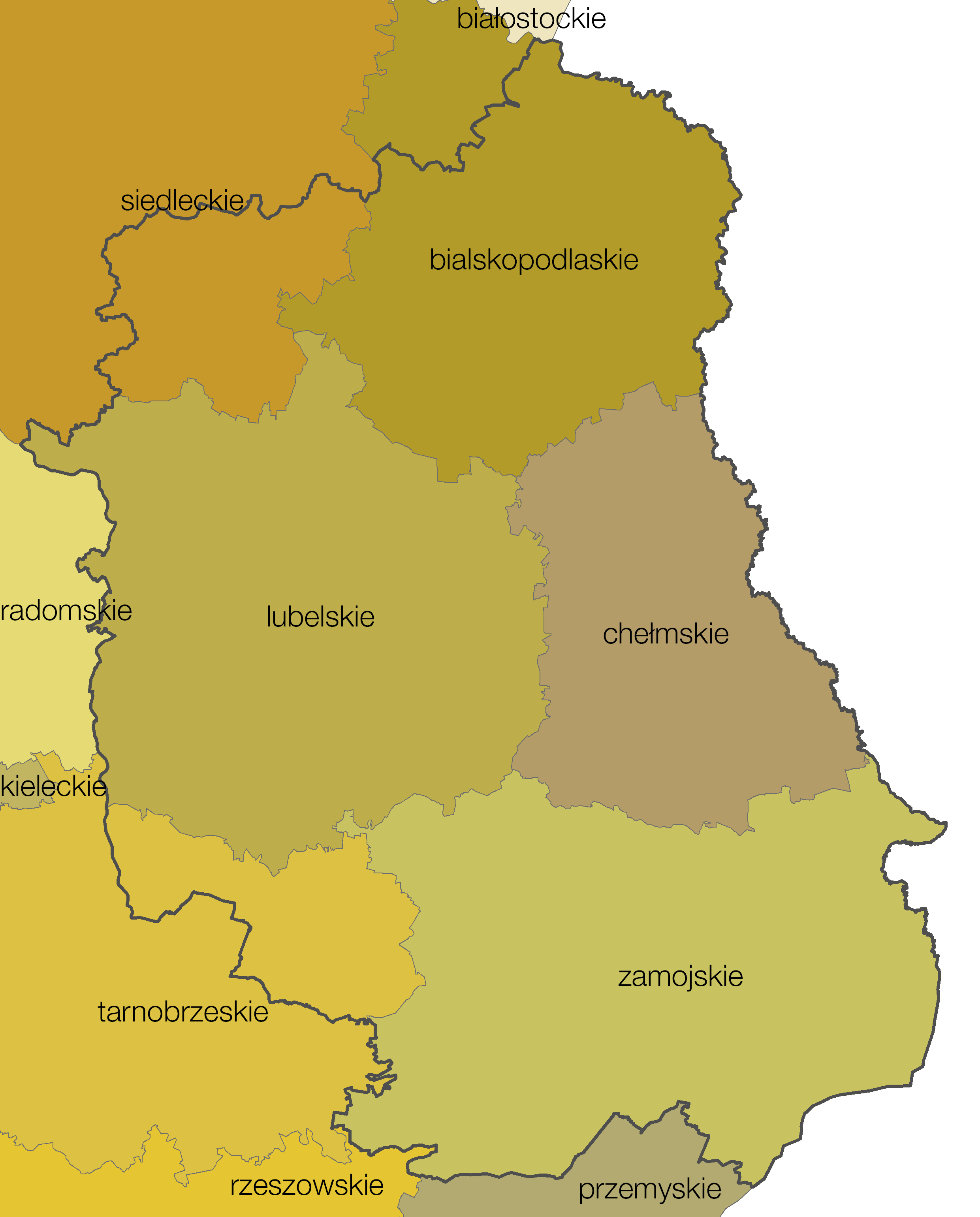
Województwa z lat 1975–1998 z granicą obecnego województwa lubelskiego

### Historia obszaru
Obecne ziemie woj. lubelskiego należały w I Rzeczypospolitej do województw: lubelskiego, ruskiego (ziemia chełmska) i bełskiego. Część powiatu radzyńskiego, powiat bialski oraz powiat włodawski należał do województwa brzeskiego Wielkiego Księstwa Litewskiego.

### Województwo lubelskie w latach 1474–1795
Województwo lubelskie I Rzeczypospolitej istniało w latach 1474–1795 jako część prowincji małopolskiej. Obejmowało 10 230 km² i składało się z trzech powiatów: lubelskiego, łukowskiego oraz urzędowskiego, a jego stolicą był Lublin.

### Województwo lubelskie w latach 1816–1837
Województwo lubelskie Królestwa Polskiego utworzono w 1816 w miejsce departamentu lubelskiego Księstwa Warszawskiego; dzieliło się na 4 obwody i 10 powiatów; w 1837 województwo lubelskie zostało przekształcone w gubernię lubelską.

### Województwo lubelskie w okresie II RP
Województwo lubelskie II Rzeczypospolitej istniało w latach 1919–1939 ze stolicą w Lublinie i miało centralne położenie, nie granicząc z żadnym państwem. Obejmowało obszar zbliżony do współczesnego województwa lubelskiego oraz części dzisiejszych województw mazowieckiego i podkarpackiego. Po wojnie niemal cały jego teren pozostał w granicach Polski, z wyjątkiem Piaseczna i Pawłowic, które włączono do ZSRR w 1951 roku.

### Województwo lubelskie w latach 1944–1975
- Stolica: Lublin
- Powiaty: m. Lublin, bialski, biłgorajski, chełmski, hrubieszowski, kraśnicki (od 1945), janowski (do 1945), krasnostawski, lubartowski, lubelski, łukowski, puławski, radzyński, siedlecki, tomaszowski, włodawski, zamojski.
- Główne miasta: Biała Podlaska, Biłgoraj, Chełm, Dęblin, Hrubieszów, Krasnystaw, Kraśnik, Lubartów, Łęczna, Łuków, Włodawa, Puławy, Radzyń Podlaski, Ryki, Siedlce, Zamość.

Po zmianach w 1950
- Powiaty: m. Chełm (od 1951), m. Lublin, m. Zamość (od 1952), bełżycki (od 1956), bialski, biłgorajski, bychawski (od 1956), chełmski, hrubieszowski, kraśnicki, janowski (od 1956), krasnostawski, lubartowski, lubelski, łukowski, puławski, radzyński, tomaszowski, włodawski, zamojski.
- Główne miasta: Biała Podlaska, Biłgoraj, Chełm, Dęblin, Hrubieszów, Kraśnik, Lubartów, Łuków, Włodawa, Puławy, Świdnik, Zamość i Tomaszów Lubelski.

### Województwo lubelskie w latach 1975–1998
Województwo lubelskie istniało w latach 1975–1998, położone we wschodniej Polsce, z siedzibą w Lublinie. Sąsiadowało z województwami bialskopodlaskim, siedleckim, radomskim, tarnobrzeskim, zamojskim i chełmskim, a na koniec istnienia liczyło 1 027 500 mieszkańców.

### Województwo lubelskie od 1999
W 1999 r. w wyniku reformy administracyjnej powstało nowe województwo rządowo-samorządowe z województw poprzedniego podziału administracyjnego:
- lubelskiego, zwanego potocznie „starym” lub „małym” (w całości)
- zamojskiego (w całości)
- chełmskiego (w całości)
- bialskopodlaskiego (oprócz gmin powiatu łosickiego)
- tarnobrzeskiego (tylko gminy powiatów janowskiego i kraśnickiego)
- siedleckiego (tylko gminy powiatu łukowskiego oraz gmina Kłoczew z powiatu ryckiego).

W 2006 r. Eurostat posługując się tzw. standardem siły nabywczej, który pozwala porównywać dane ekonomiczne z różnych krajów, uwzględniając różnice cen podał dane za 2003 r., gdzie województwo lubelskie zostało uznane za najbiedniejszy region Unii Europejskiej. Dokładnie w 2003 r. PKB na mieszkańca woj. lubelskiego wyniósł 3538 euro (najmniej w całej UE), co stanowiło 33,2% średniej unijnej.

## Geografia

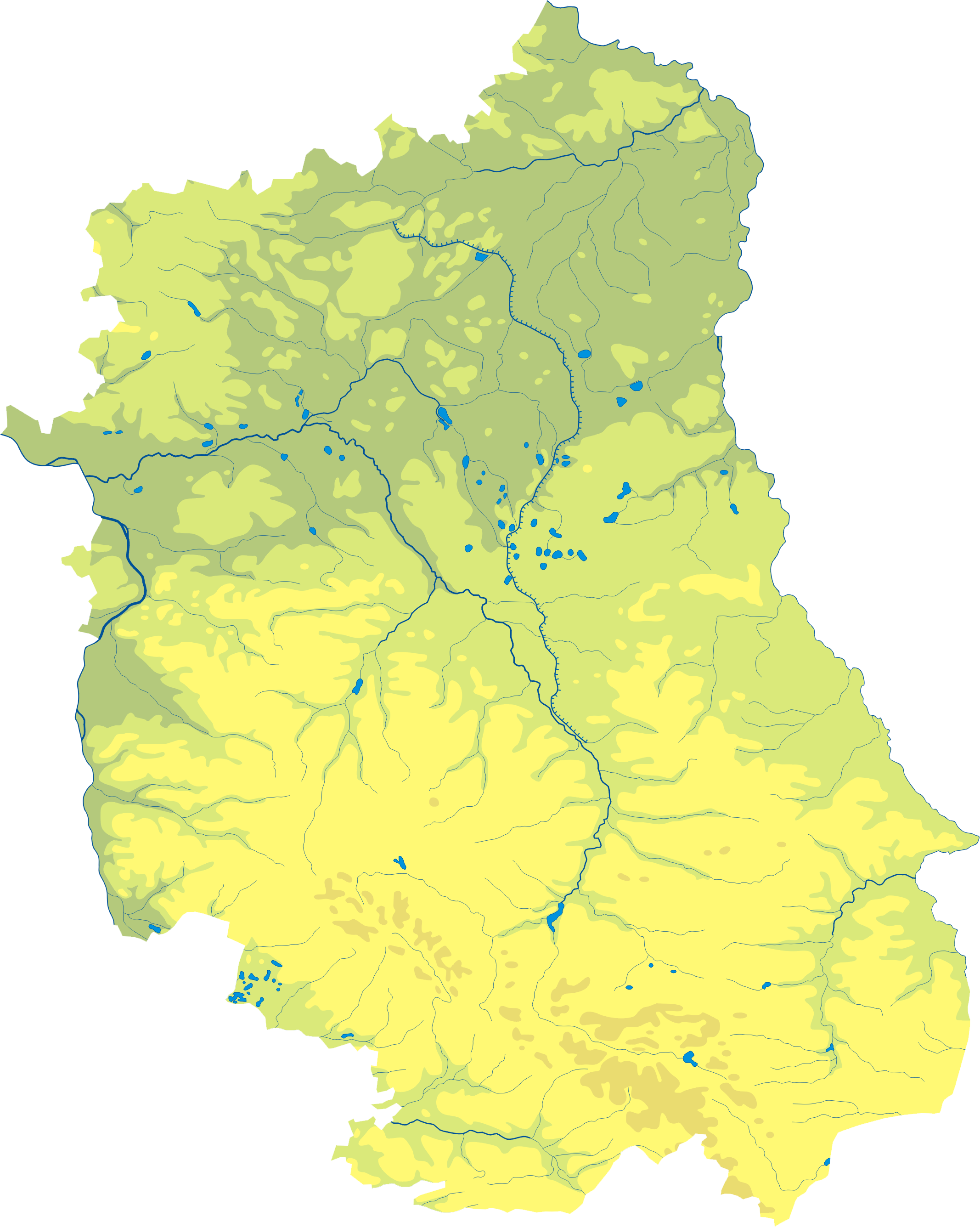
Mapa fizyczna województwa lubelskiego

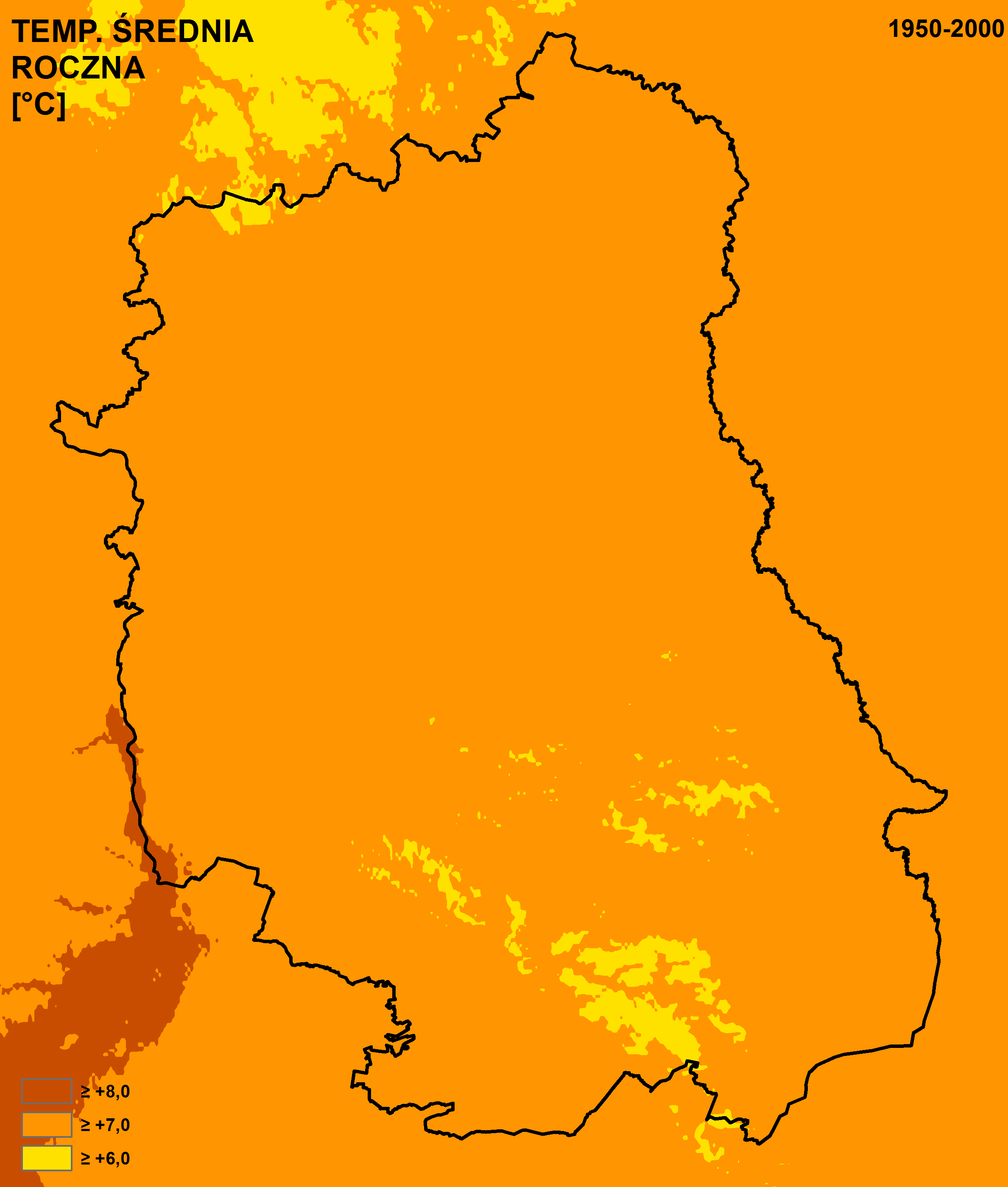
Średnia roczna temperatura

Według danych z 1 stycznia 2014 r. powierzchnia województwa wynosiła 25 122,49 km², co stanowi 8% powierzchni Polski (3. miejsce w kraju pod względem powierzchni).

### Położenie administracyjne
Województwo jest położone we wschodniej części Polski, między Wisłą a Bugiem (jedynie część powiatu puławskiego leży po zachodniej stronie Wisły). Graniczy z:
- Białorusią (z obwodem brzeskim) na długości 165,2 km na wschodzie
- Ukrainą (z obwodami lwowskim i wołyńskim) na długości 282,5 km na wschodzie

oraz z województwami:
- podkarpackim na długości 297,4 km na południu
- podlaskim na długości 3,9 km na północy
- mazowieckim na długości 362,6 km na północy i zachodzie
- świętokrzyskim na długości 33,1 km na zachodzie

Łączna długość granic województwa wynosi 1144,7 km.

### Współrzędne geograficzne i rozciągłość terytorium
Współrzędne geograficzne skrajnych punktów:
- północny: 52°17′16″N – nurt Bugu w pn.-zach. narożniku działki ewidencyjnej nr 744 (wieś Gnojno, powiat bialski),
- południowy: 50°15′06″N – granica państwowa pomiędzy słupkami granicznymi nr 638 a nr 639 (wieś Siedliska, powiat tomaszowski),
- zachodni: 21°36′55″E – nienazwana wyspa na Wiśle w zach. narożniku działki ewidencyjnej nr 1537/1 (wieś Paprotnia, powiat rycki),
- wschodni: 24°08′43″E – łuk Bugu w miejscowości Zosin (powiat hrubieszowski).

W wymiarze północ–południe województwo rozciąga się na długości 226 km, to jest 2°02′10″ rozciągłości południkowej.
W wymiarze wschód–zachód rozpiętość województwa wynosi 177 km, co w mierze kątowej daje 2°31′48″ rozciągłości równoleżnikowej.

### Położenie fizycznogeograficzne
Terytorium województwa lubelskiego zajmuje części czterech jednostek najwyższego rzędu regionalizacji fizycznogeograficznej Europy. Większa jego część należy do megaregionu Pozaalpejskiej Europy Środkowej. Są to: makroregion Nizina Południowopodlaska (318.9), znajdujący się w granicach prowincji Niż Środkowoeuropejski oraz Wyżyna Lubelska (343.1) i Roztocze (343.2) – makroregiony prowincji Wyżyny Polskie. Polesie Zachodnie (845.1) i Polesie Wołyńskie (845.3) są makroregionami prowincji Polesie należącej do megaregionu Niżu Wschodnioeuropejskiego. Kotlina Sandomierska (512.4-5) jest częścią megaregionu karpackiego.
Spośród wymienionych makroregionów największą powierzchnię województwa zajmują: Wyżyna Lubelska, Nizina Południowopodlaska i Polesie Zachodnie.

### Rzeźba terenu
Krainy geograficzne województwa lubelskiego należą do trzech pasów rzeźby powierzchni Polski:
- niziny staroglacjalne – zajmują północną połowę województwa
  - część północna i zachodnia pasa: Nizina Południowopodlaska,
  - w części wschodniej: Polesie Zachodnie;
- Wyżyny wapienne i lessowe – stanowią środkowy i południowy pas województwa
  - część zachodnia i środkowa pasa: Wyżyna Lubelska,
  - część wschodnia: Wyżyna Wołyńska, Polesie Wołyńskie,
  - w części południowo-wschodniej: Roztocze;
- kotliny podkarpackie
  - Kotlina Sandomierska – nizina staroglacjalna, której część znajduje się na południowym skraju województwa.

Najwyżej położony punkt znajduje się na Roztoczu Wschodnim – jest nim wierzchołek Krągłego Goraju – 388,7 m n.p.m. (okolice wsi Huta Lubycka, pow. tomaszowski), natomiast najniższe miejsce, 106,7 m n.p.m., leży w Dolinie Środkowej Wisły koło wsi Piotrowice w powiecie ryckim.

### Stosunki wodne
Wody powierzchniowe. Całe województwo znajduje się w dorzeczu Wisły. Rzeka główna i jej małe bezpośrednie dopływy odprowadzają wody z zachodniej części terytorium. Środkowa część województwa znajduje się w dorzeczu (drugiego stopnia) Wieprza, wschodnia – Bugu (Narwi), na południu usytuowana jest zlewnia Sanu a najmniejszy teren należy do bezpośredniej zlewni Wisły. Największą rzeką w lubelskiej części dorzecza Bugu jest Krzna, której zlewnia zajmuje północno-wschodnią część województwa. Na Lubelszczyźnie po południowej stronie Roztocza największą rzeką jest Tanew. W południowej części Polesia Zachodniego znajduje się zespół jezior krasowych.

## Podział administracyjny
Na terenie województwa znajdują się 4 miasta na prawach powiatu, 20 powiatów, 213 gmin.
Dane z 30 czerwca 2024 r.
| Herb | Nazwa          | Siedziba          | Powierzchnia (km²) | Ludność | Gęstość zaludnienia (osób/km²) |
| ---- | -------------- | ----------------- | ------------------ | ------- | ------------------------------ |
|      | Biała Podlaska | -                 | 49,40              | 54178   | 1096,72                        |
|      | Chełm          | -                 | 35,28              | 56832   | 1610,88                        |
|      | Lublin         | -                 | 147,47             | 328868  | 2230,07                        |
|      | Zamość         | -                 | 30,34              | 57924   | 1909,16                        |
|      | bialski        | Biała Podlaska    | 2754,26            | 104522  | 37,95                          |
|      | biłgorajski    | Biłgoraj          | 1681,10            | 95661   | 56,9                           |
|      | chełmski       | Chełm             | 1885,60            | 73457   | 38,96                          |
|      | hrubieszowski  | Hrubieszów        | 1268,02            | 56297   | 44,4                           |
|      | janowski       | Janów Lubelski    | 875,28             | 42537   | 48,6                           |
|      | krasnostawski  | Krasnystaw        | 1031,44            | 58609   | 56,82                          |
|      | kraśnicki      | Kraśnik           | 1005,30            | 88693   | 88,23                          |
|      | lubartowski    | Lubartów          | 1288,74            | 83652   | 64,91                          |
|      | lubelski       | Lublin            | 1679,53            | 164947  | 98,21                          |
|      | łęczyński      | Łęczna            | 636,64             | 55653   | 87,42                          |
|      | łukowski       | Łuków             | 1394,21            | 100580  | 72,14                          |
|      | opolski        | Opole Lubelskie   | 810,02             | 55337   | 68,32                          |
|      | parczewski     | Parczew           | 952,20             | 32020   | 33,63                          |
|      | puławski       | Puławy            | 934,09             | 106511  | 114,03                         |
|      | radzyński      | Radzyń Podlaski   | 965,06             | 54764   | 56,75                          |
|      | rycki          | Ryki              | 614,53             | 51233   | 83,37                          |
|      | świdnicki      | Świdnik           | 468,35             | 69137   | 147,62                         |
|      | tomaszowski    | Tomaszów Lubelski | 1488,89            | 76509   | 51,39                          |
|      | włodawski      | Włodawa           | 1256,42            | 35186   | 28                             |
|      | zamojski       | Zamość            | 1870,29            | 100368  | 53,66                          |

## Podregiony statystyczne
Województwo lubelskie składa się z 4 podregionów statystycznych (GUS) – zgodnych ze standardem NUTS Unii Europejskiej:
- podregion lubelski (kod 314) obejmuje 1 miasto na prawach powiatu i 4 powiaty: Lublin, powiat ziemski lubelski, powiat świdnicki, powiat lubartowski oraz powiat łęczyński[13]
- podregion bialski (kod 311) obejmuje 1 miasto na prawach powiatu i 4 powiaty: Biała Podlaska, powiat ziemski bialski, powiat radzyński, powiat parczewski oraz powiat włodawski[14]
- podregion chełmsko – zamojski (kod 312) obejmuje 2 miasta na prawach powiatu i 6 powiatów: Chełm, Zamość, powiat ziemski chełmski, powiat ziemski zamojski, powiat hrubieszowski, powiat biłgorajski, powiat tomaszowski oraz powiat krasnostawski[15]
- podregion puławski (kod 315) obejmuje 6 powiatów: powiat puławski, powiat łukowski, powiat rycki, powiat opolski, powiat kraśnicki oraz powiat janowski[16]

## Miasta

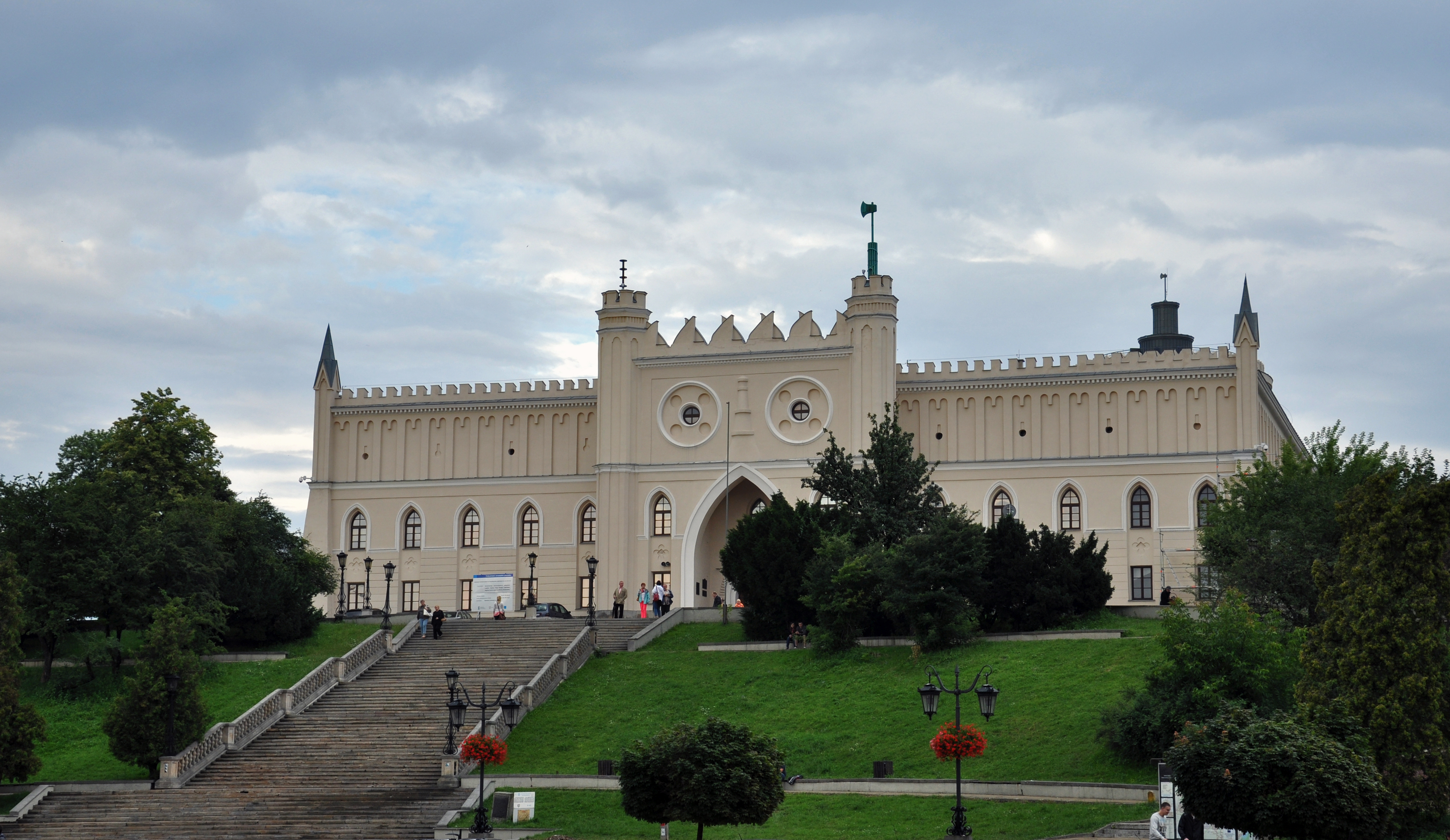
Lublin – Zamek Królewski, obecnie Muzeum Narodowe w Lublinie

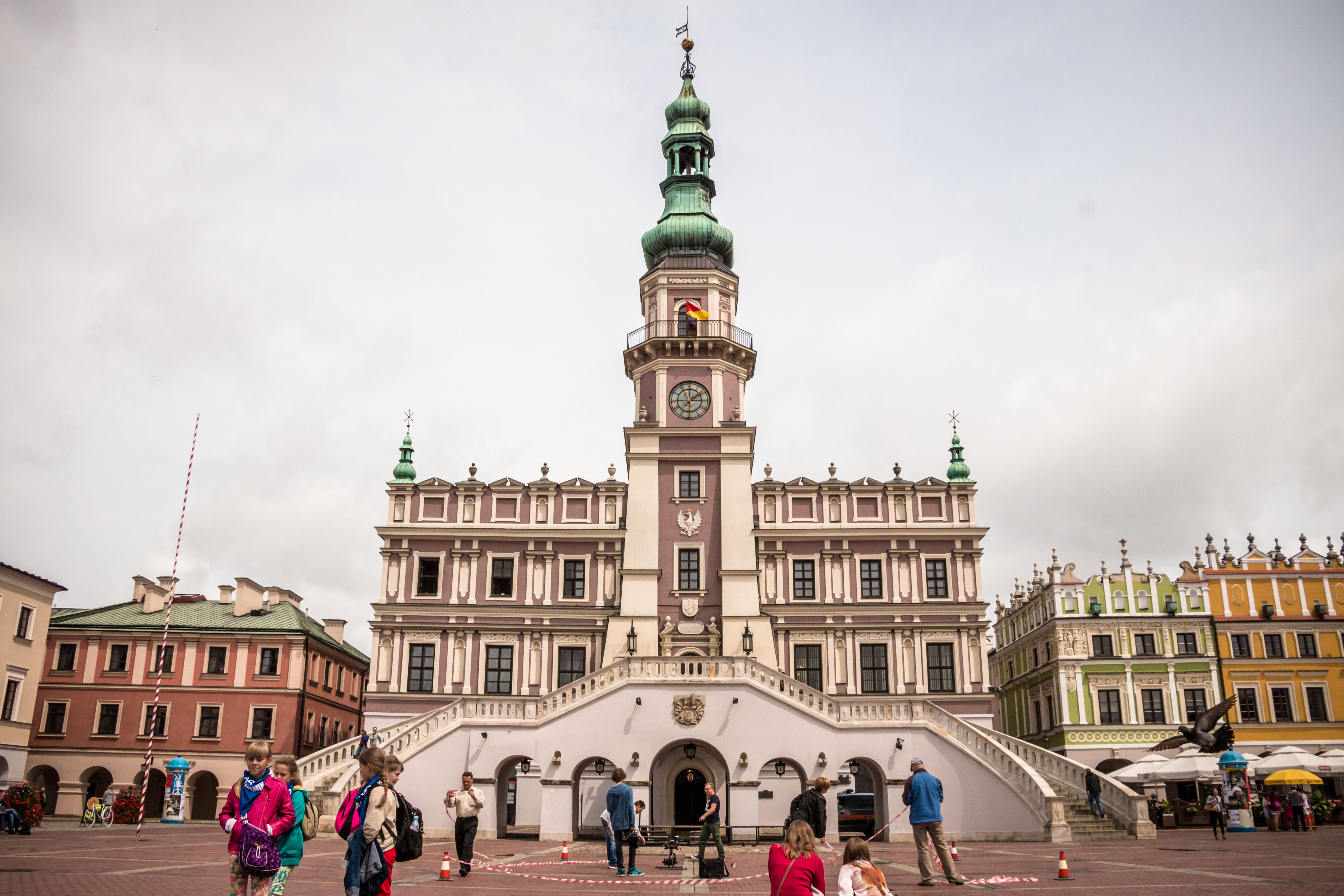
Zamość – Rynek Wielki z Ratuszem

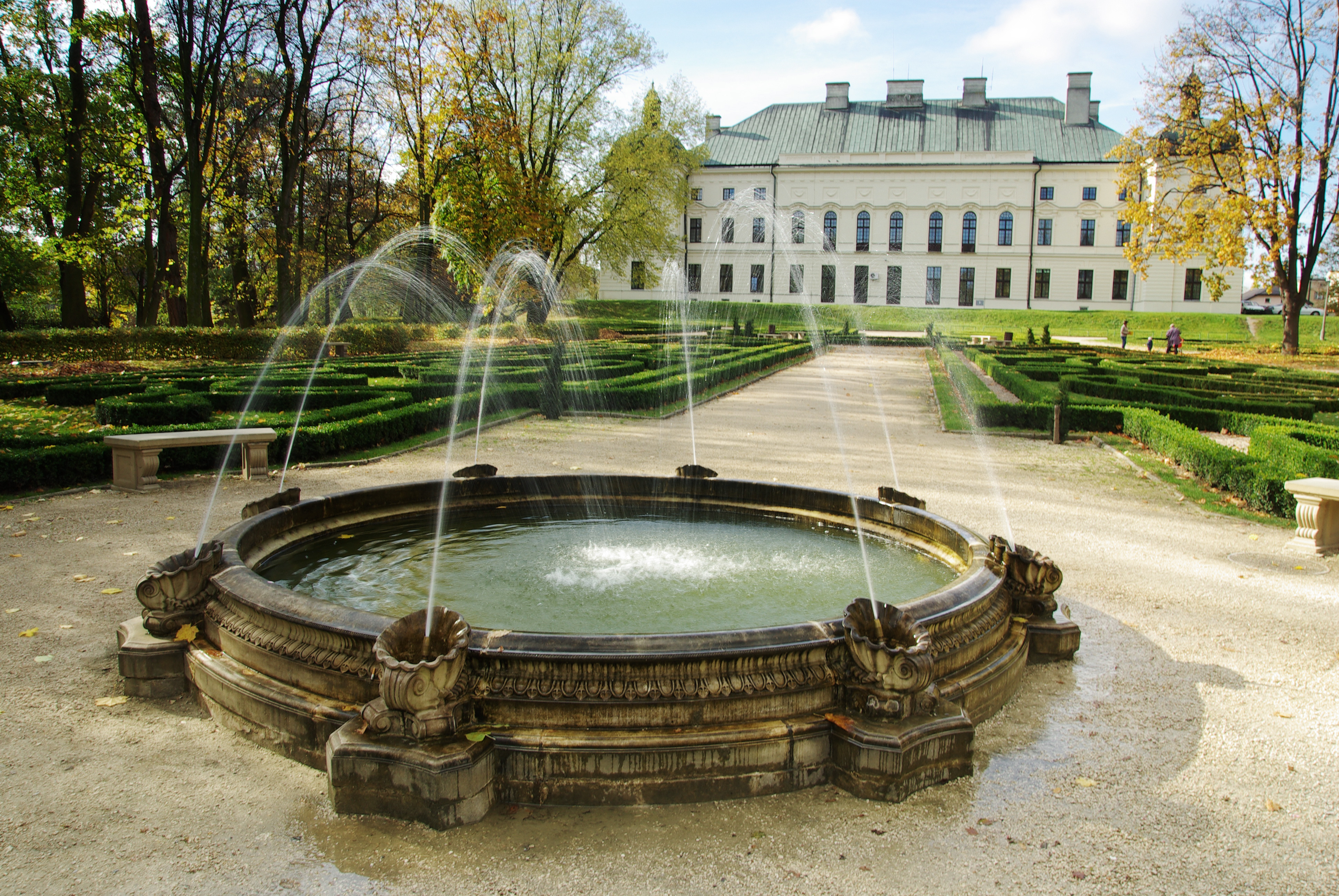
Lubartów – Pałac Sanguszków

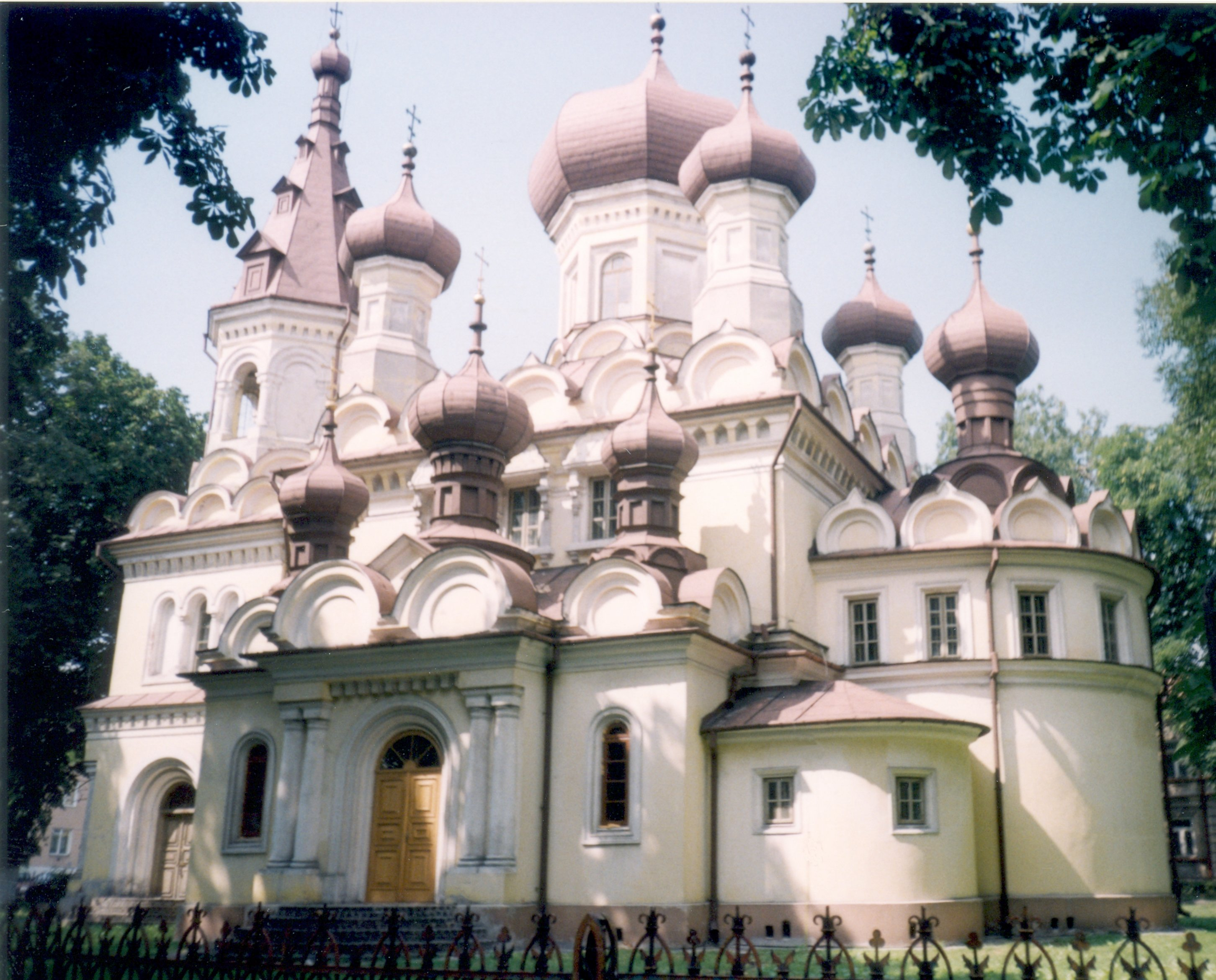
Hrubieszów – cerkiew prawosławna, posiada 13 kopuł

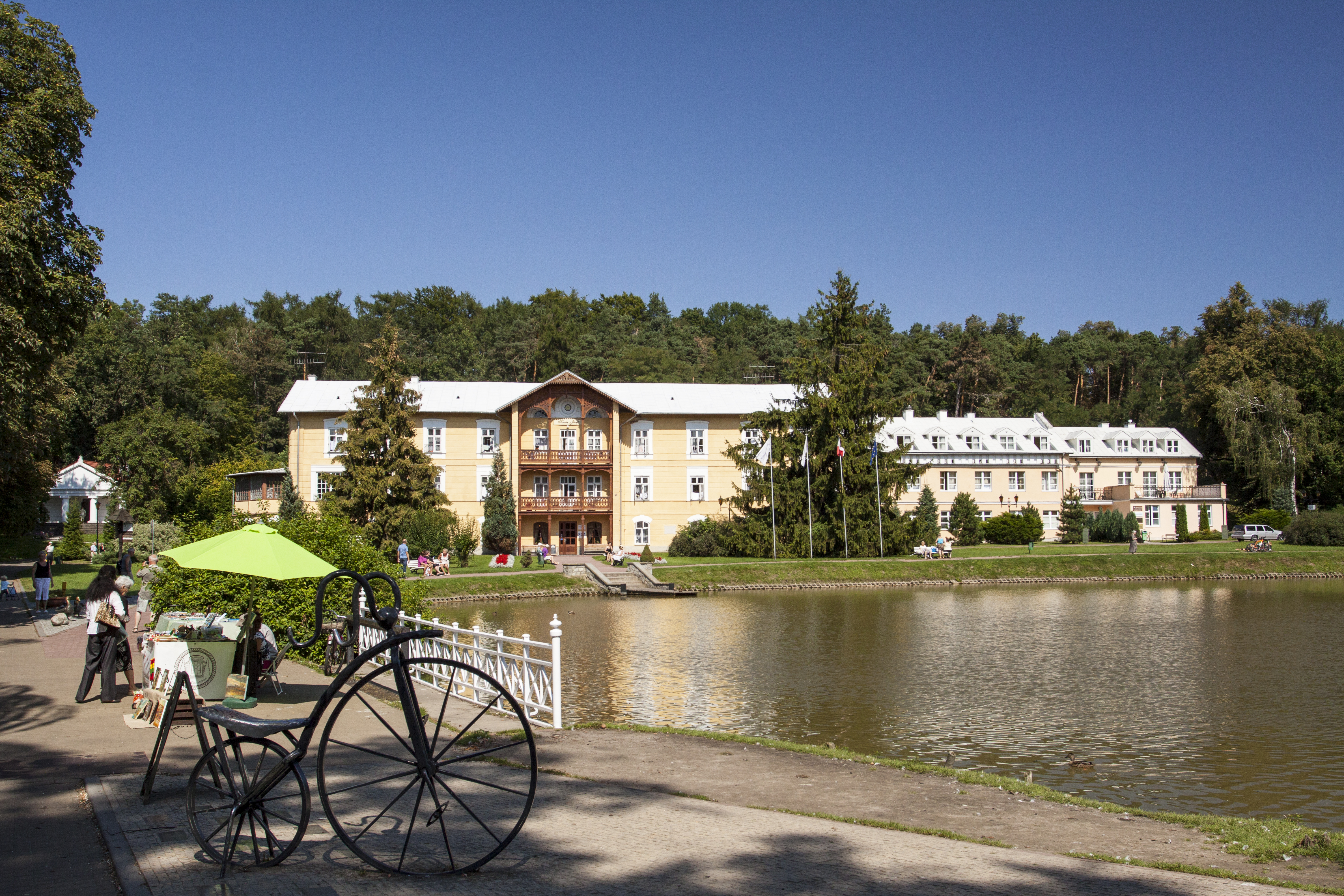
Nałęczów – Sanatorium „Książę Józef” nad stawem w Parku Zdrojowym

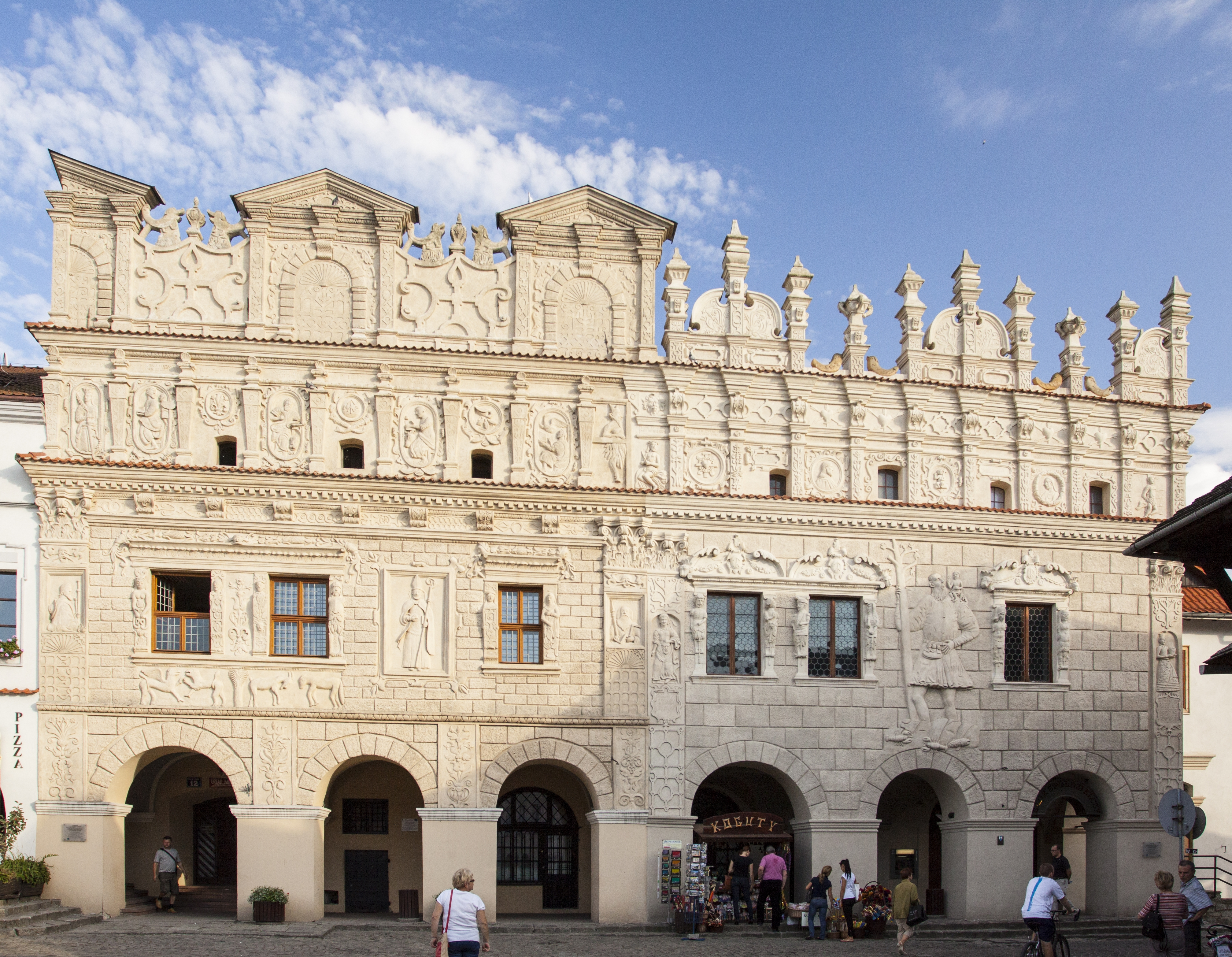
Kazimierz Dolny – kamienice Przybyłów pod św. Mikołajem i św. Krzysztofem

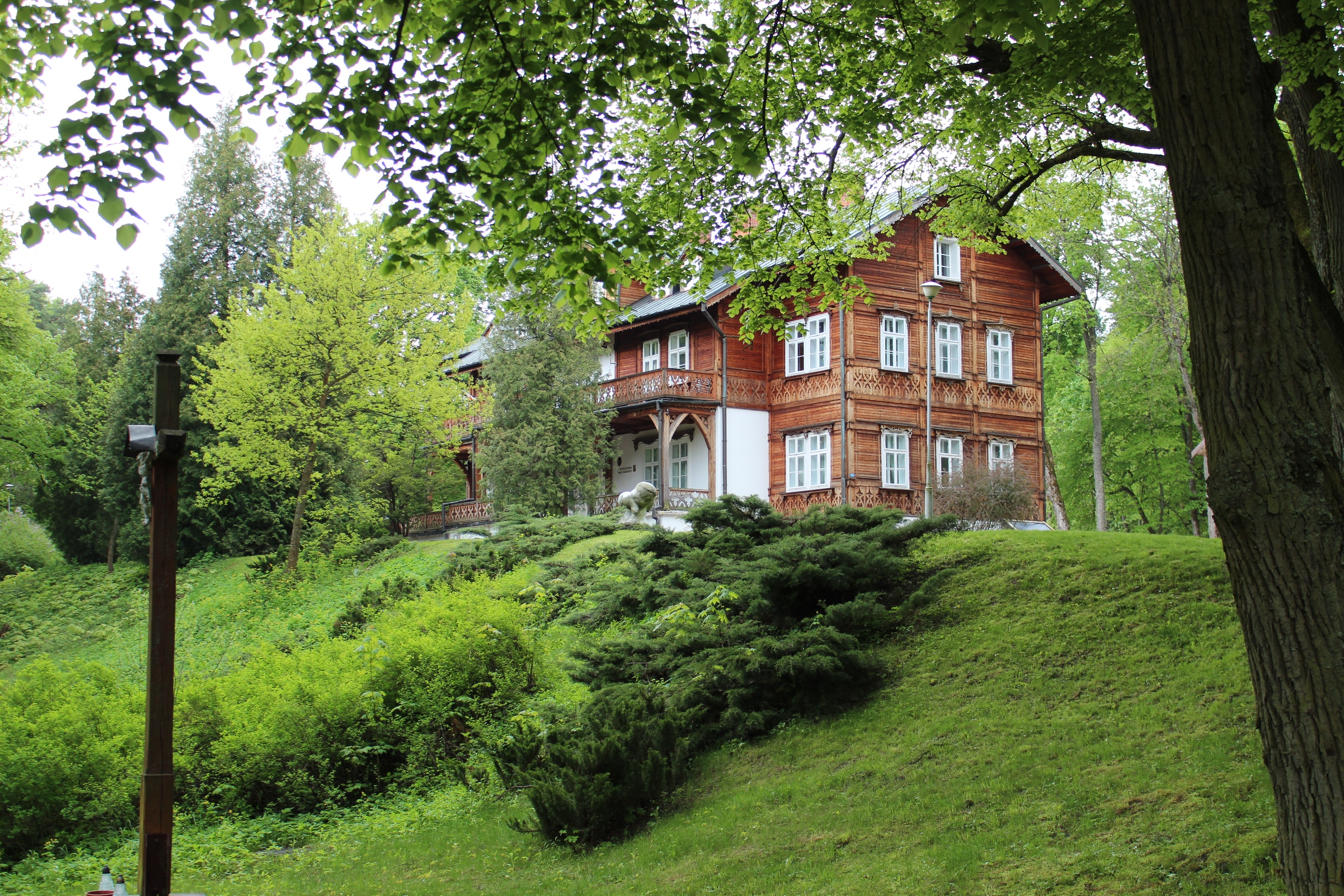
Zwierzyniec – Plenipotentówka. Dyrekcja Roztoczańskiego Parku Narodowego

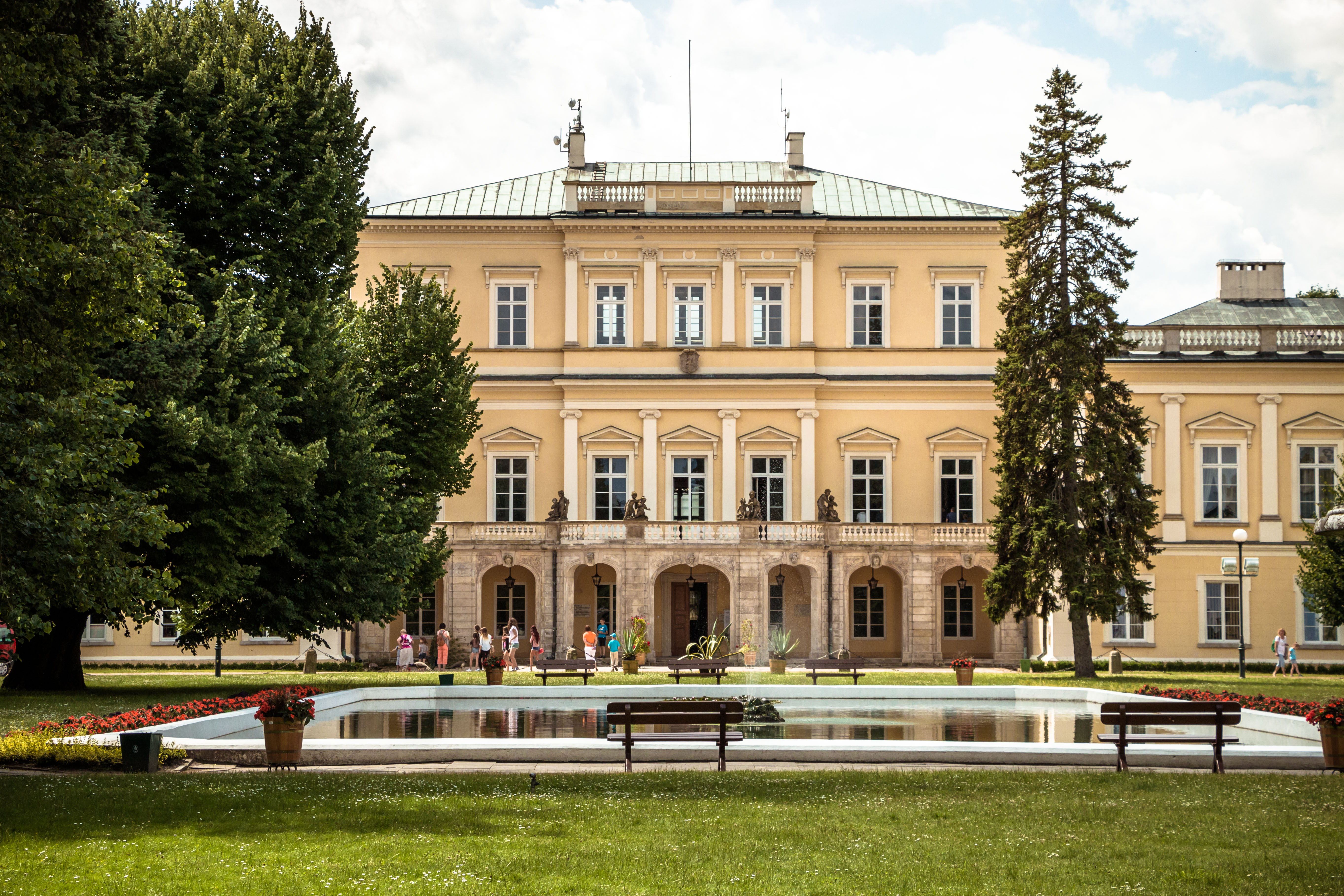
Pałac Czartoryskich w Puławach

W województwie lubelskim jest 57 miast, w tym 4 miasta na prawach powiatu. Podkreślone to siedziby powiatów ziemskich, a pogrubione miasta na prawach powiatu.
Liczba ludności z 30 czerwca 2020 r.
| Lp. | Herb | Miasto              | Ludność (30 czerwca 2020) | Powierzchnia [km²] | Gęstość zaludnienia [os./km²] |
| --- | ---- | ------------------- | ------------------------- | ------------------ | ----------------------------- |
| 1   |      | Lublin              | 331 991                   | 147,47             | 2251                          |
| 2   |      | Zamość              | 59 274                    | 30,34              | 1954                          |
| 3   |      | Chełm               | 58 357                    | 35,28              | 1654                          |
| 4   |      | Biała Podlaska      | 54 926                    | 49,40              | 1112                          |
| 5   |      | Puławy              | 44 504                    | 50,61              | 879                           |
| 6   |      | Świdnik             | 37 129                    | 20,35              | 1825                          |
| 7   |      | Kraśnik             | 31 950                    | 25,52              | 1252                          |
| 8   |      | Łuków               | 27 569                    | 35,75              | 771                           |
| 9   |      | Biłgoraj            | 25 173                    | 21,10              | 1193                          |
| 10  |      | Lubartów            | 20 168                    | 13,92              | 1449                          |
| 11  |      | Tomaszów Lubelski   | 18 165                    | 13,29              | 1367                          |
| 12  |      | Łęczna              | 17 889                    | 19,00              | 942                           |
| 13  |      | Krasnystaw          | 17 573                    | 42,13              | 417                           |
| 14  |      | Hrubieszów          | 16 390                    | 33,03              | 496                           |
| 15  |      | Międzyrzec Podlaski | 15 611                    | 20,03              | 779                           |
| 16  |      | Dęblin              | 14 385                    | 38,33              | 375                           |
| 17  |      | Radzyń Podlaski     | 14 571                    | 19,31              | 755                           |
| 18  |      | Włodawa             | 12 323                    | 17,97              | 686                           |
| 19  |      | Janów Lubelski      | 11 111                    | 14,84              | 749                           |
| 20  |      | Parczew             | 10 331                    | 8,05               | 1283                          |
| 21  |      | Ryki                | 9149                      | 27,22              | 336                           |
| 22  |      | Poniatowa           | 8386                      | 15,26              | 550                           |
| 23  |      | Opole Lubelskie     | 8041                      | 15,12              | 532                           |
| 24  |      | Bełżyce             | 6030                      | 23,46              | 257                           |
| 25  |      | Terespol            | 5197                      | 10,11              | 514                           |
| 26  |      | Szczebrzeszyn       | 4810                      | 29,12              | 165                           |
| 27  |      | Bychawa             | 4581                      | 6,69               | 685                           |
| 28  |      | Rejowiec Fabryczny  | 4038                      | 14,28              | 283                           |
| 29  |      | Nałęczów            | 3643                      | 13,82              | 234                           |
| 30  |      | Tarnogród           | 3172                      | 10,69              | 297                           |
| 31  |      | Kock                | 2907                      | 16,78              | 173                           |
| 32  |      | Zwierzyniec         | 2837                      | 6,19               | 458                           |
| 33  |      | Krasnobród          | 2998                      | 6,99               | 429                           |
| 34  |      | Piaski              | 2450                      | 8,44               | 290                           |
| 35  |      | Kazimierz Dolny     | 3232                      | 30,44              | 106                           |
| 36  |      | Piszczac            | 2825                      | 3,30               | 855                           |
| 37  |      | Kurów               | 2825                      | 11,33              | 231                           |
| 38  |      | Stoczek Łukowski    | 2391                      | 9,15               | 264                           |
| 39  |      | Annopol             | 2335                      | 7,73               | 302                           |
| 40  |      | Józefów             | 2351                      | 5,00               | 470                           |
| 41  |      | Lubycza Królewska   | 2174                      | 3,92               | 555                           |
| 42  |      | Rejowiec            | 2068                      | 6,50               | 306                           |
| 43  |      | Końskowola          | 2020                      | 7,69               | 262,7                         |
| 44  |      | Ostrów Lubelski     | 1987                      | 29,77              | 67                            |
| 45  |      | Łaszczów            | 1981                      | 5,01               | 395                           |
| 46  |      | Tyszowce            | 1850                      | 18,52              | 100                           |
| 47  |      | Izbica              | 1731                      | 9,47               | 183                           |
| 48  |      | Kamionka            | 1692                      | 5,27               | 321                           |
| 49  |      | Urzędów             | 1696                      | 12,91              | 131                           |
| 50  |      | Modliborzyce        | 1416                      | 7,90               | 179                           |
| 51  |      | Frampol             | 1341                      | 4,67               | 287                           |
| 52  |      | Siedliszcze         | 1339                      | 13,16              | 102                           |
| 53  |      | Czemierniki         | 1307                      | 4,65               | 281                           |
| 54  |      | Wąwolnica           | 975                       | 2,3                | 424                           |
| 55  |      | Goraj               | 881                       | 7,62               | 116                           |
| 56  |      | Turobin             | 873                       | 1,60               | 545                           |
| 57  |      | Józefów nad Wisłą   | 820                       | 3,65               | 225                           |

## Demografia
Dane o ludności z 31 grudnia 2017:
| Opis                                | Ogółem    | Ogółem | Kobiety   | Kobiety | Mężczyźni | Mężczyźni |
| ----------------------------------- | --------- | ------ | --------- | ------- | --------- | --------- |
| Jednostka                           | osób      | %      | osób      | %       | osób      | %         |
| Populacja                           | 2 126 317 | 100    | 1 095 864 | 51,54   | 1 030 453 | 48,46     |
| Wiek przedprodukcyjny (0–17 lat)    | 376 198   | 17,69  | 183 835   | 8,65    | 192 363   | 9,05      |
| Wiek produkcyjny (18–65 lat)        | 1 299 079 | 61,1   | 603 457   | 28,38   | 695 622   | 32,71     |
| Wiek poprodukcyjny (powyżej 65 lat) | 451 040   | 21,21  | 308 572   | 14,51   | 142 468   | 6,7       |

Według danych z 30 czerwca 2020 roku województwo miało 2 103 342 mieszkańców, co stanowiło 5,5% ludności Polski.

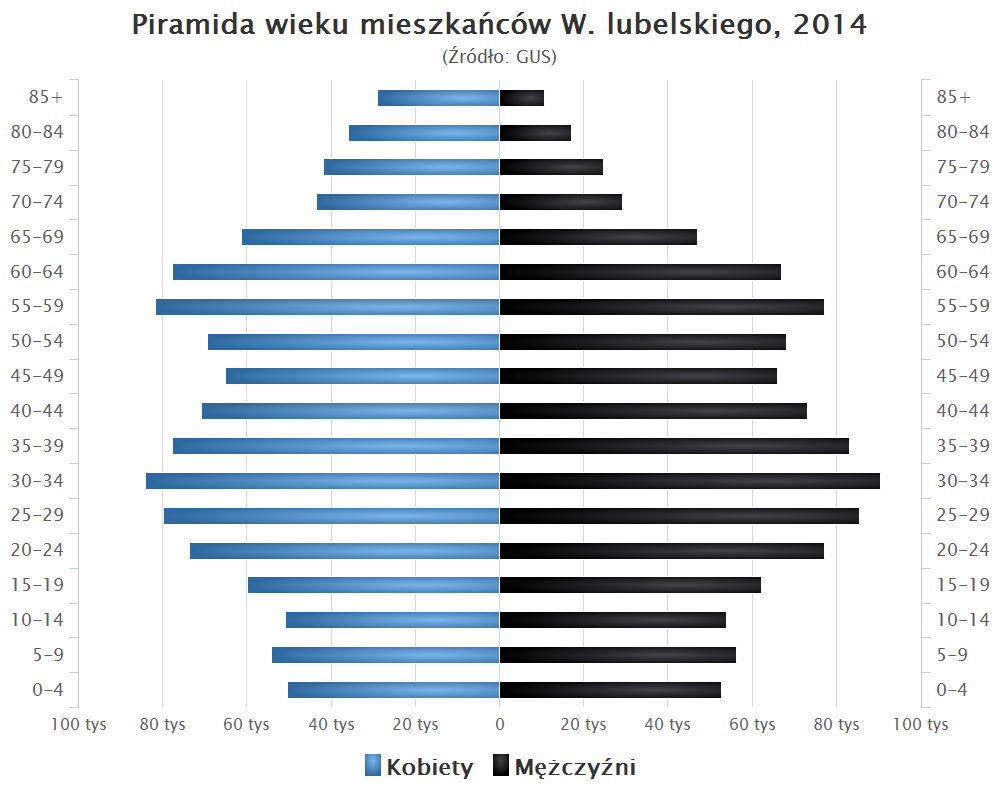
Piramida wieku mieszkańców województwa lubelskiego w 2014 roku

## Religia

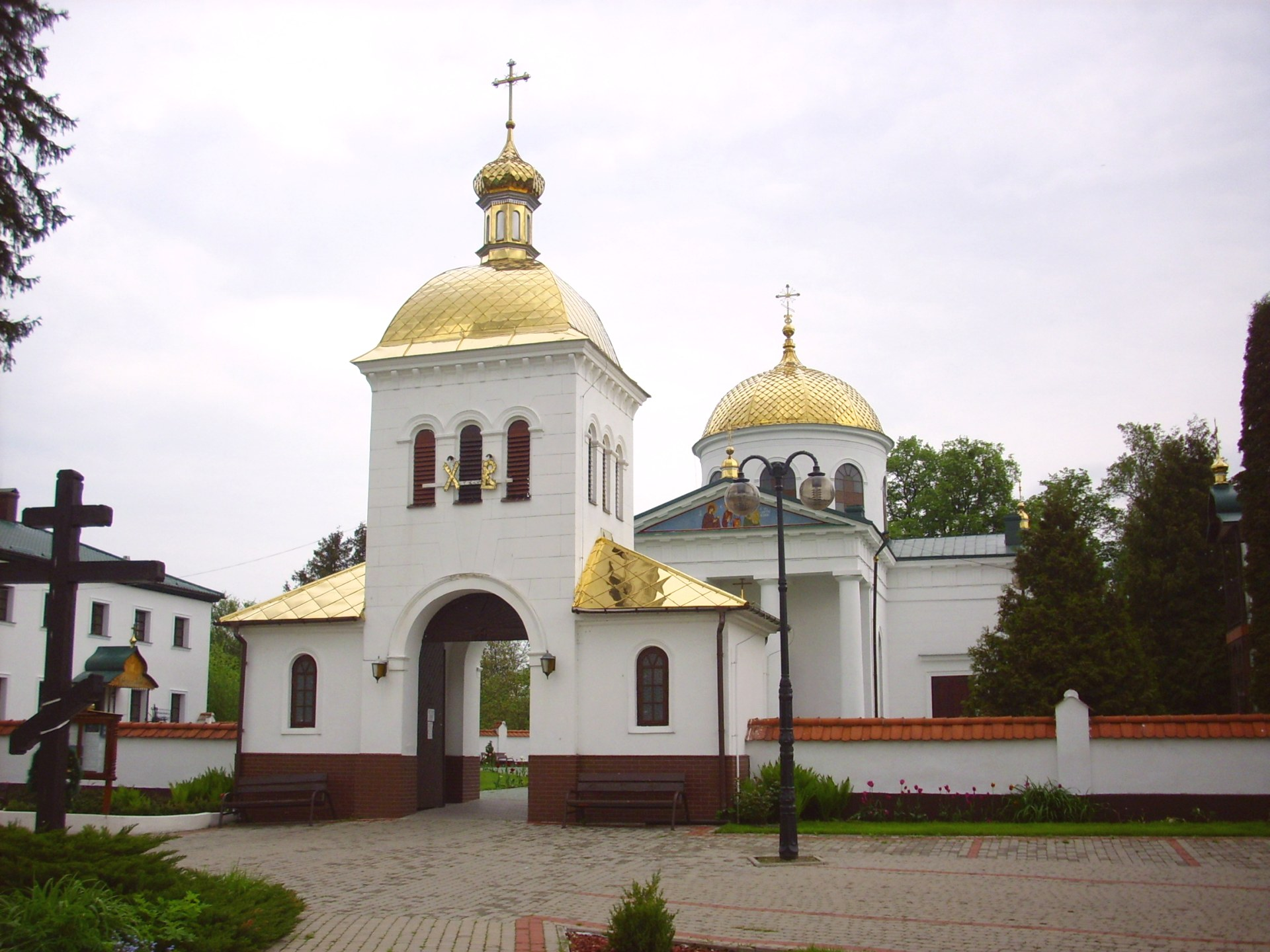
Prawosławna cerkiew klasztorna św. Onufrego w Jabłecznej

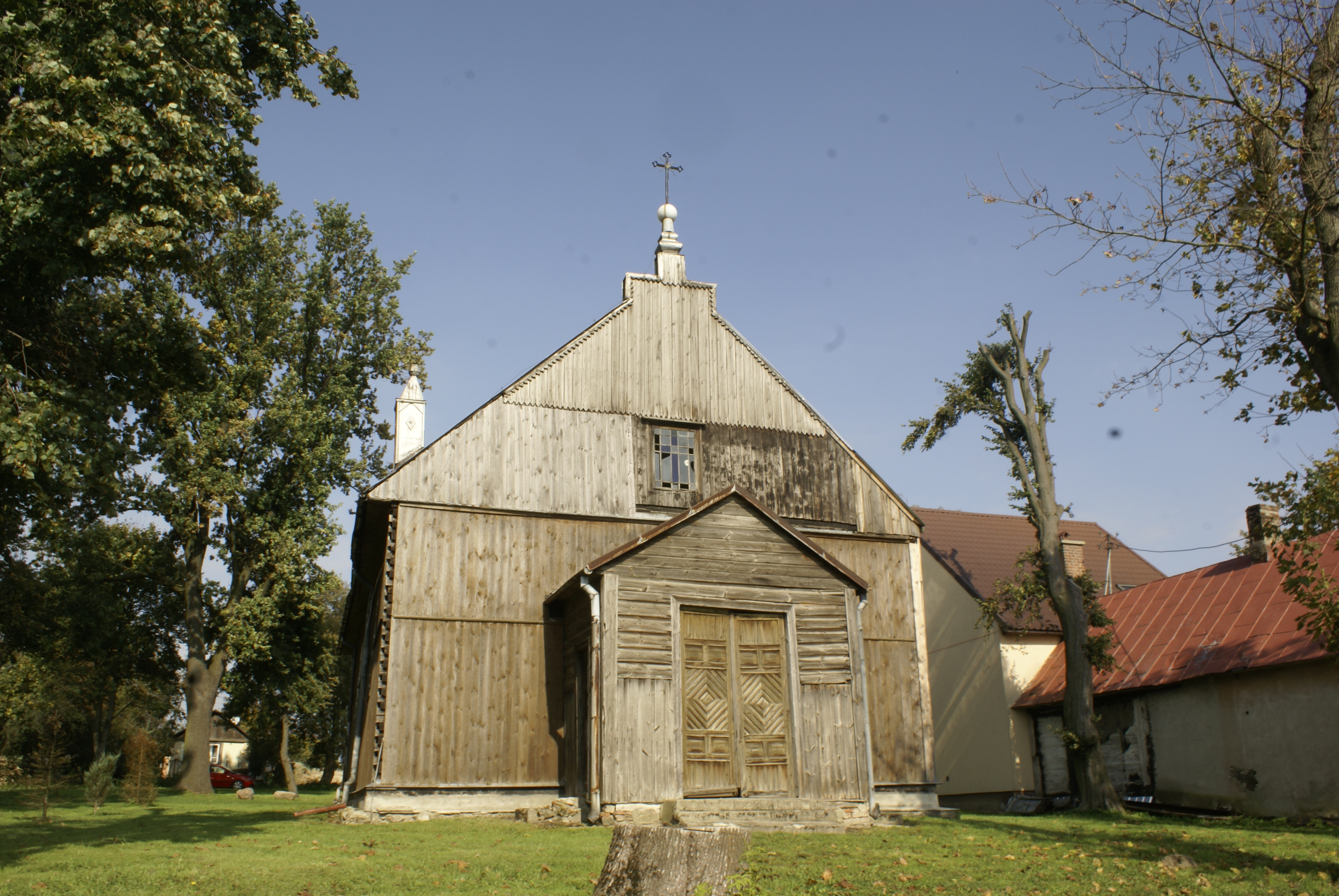
Drewniany kościół mariawicki w Łanach koło Markuszowa

Województwo lubelskie należy do najbardziej zróżnicowanych pod względem religijnym regionów Polski. Jest miejscem, gdzie spotyka się kultura wschodniego i zachodniego chrześcijaństwa. Ta wielowiekowa koegzystencja sprawia, że w Lublinie i okolicy odbywa się wiele wydarzeń o charakterze ekumenicznym i międzyreligijnym.
Zdecydowaną większość mieszkańców województwa stanowią wyznawcy Kościoła rzymskokatolickiego, którzy przynależą do czterech metropolii (białostockiej, częstochowskiej, lubelskiej i przemyskiej). Na terenie województwa swoje siedziby mają archidiecezja lubelska i diecezja zamojsko-lubaczowska. Parafie greckokatolickie obrządku bizantyjsko-ukraińskiego należą do archieparchii przemysko-warszawskiej. W województwie lubelskim znajduje się także jedyna w Polsce parafia obrządku bizantyjsko-słowiańskiego w Kostomłotach.
W województwie lubelskim znajduje się jedno z największych w Polsce skupisk wiernych Kościoła polskokatolickiego, którzy przynależą do diecezji warszawskiej. Na terenie województwa siedziby mają trzy dekanaty: lubelsko-chełmski, zamojski i żółkiewski. Niegdyś w regionie, zwłaszcza w zachodniej Lubelszczyźnie, mieszkało wielu mariawitów. Obecnie znajdują się trzy niewielkie parafie Kościoła Starokatolickiego Mariawitów, które należą do diecezji lubelsko-podlaskiej, oraz jedna parafia Kościoła Katolickiego Mariawitów należąca do kustodii warszawskiej.
Na terenie całego województwa, a zwłaszcza na wschodzie, mieszkają wyznawcy prawosławia. Wierni Polskiego Autokefalicznego Kościoła Prawosławnego należą do diecezji lubelsko-chełmskiej, diecezji warszawsko-bielskiej (jedna parafia stauropigialna) oraz Prawosławnego Ordynariatu Wojska Polskiego. Na terenie województwa swoją siedzibę mają dekanaty: Biała Podlaska, Chełm, Lublin, Terespol i Zamość.
Wielu jest również protestantów należących do różnych Kościołów i związków wyznaniowych. Wierni Kościoła Ewangelicko-Augsburskiego posiadają na terenie województwa jedną parafię i filiał należące do diecezji warszawskiej. Najwięcej zborów mają społeczności Kościoła Chrześcijan Baptystów, Kościoła Zielonoświątkowego, Kościoła Chrześcijan Wiary Ewangelicznej, Kościoła Chrystusowego, Kościoła Ewangelicznych Chrześcijan i Kościoła Adwentystów Dnia Siódmego. Ponadto znajdują się również zbory innych wspólnot z kręgów ewangelicznego chrześcijaństwa.
W województwie lubelskim aktywne są wspólnoty reprezentujące restoracjonizm, zwłaszcza ruchy badackie: Świadkowie Jehowy, Kościół Jezusa Chrystusa Świętych w Dniach Ostatnich, Świecki Ruch Misyjny „Epifania” oraz Zrzeszenie Wolnych Badaczy Pisma Świętego.
Na terenie województwa mieszkają także wyznawcy judaizmu ze Związku Gmin Wyznaniowych Żydowskich w RP, islamu z Ligi Muzułmańskiej, buddyzmu i hinduizmu.

## Gospodarka

### Wskaźniki gospodarcze
W 2018 r. produkt krajowy brutto woj. lubelskiego wynosił 78,7 mld zł, co stanowiło 3,7% PKB Polski. Produkt krajowy brutto na 1 mieszkańca wynosił 37,1 tys. zł (67,4% średniej krajowej), co plasowało lubelskie na 16. miejscu względem innych województw.
W 2010 r. produkcja sprzedana przemysłu w woj. lubelskim wynosiła 24,5 mld zł, co stanowiło 2,5% produkcji przemysłu Polski. Sprzedaż produkcji budowlano-montażowej w lubelskim wynosiła 5,2 mld zł, co stanowiło 3,2% tej sprzedaży Polski.
Przeciętne miesięczne wynagrodzenie mieszkańca woj. lubelskiego w 2018 roku brutto wynosiło 4061,28 zł, co lokowało je na 11. miejscu względem wszystkich województw.
We wrześniu 2019 liczba zarejestrowanych bezrobotnych w województwie obejmowała ok. 66,0 tys. mieszkańców, co stanowi stopę bezrobocia na poziomie 7,1% do aktywnych zawodowo.
Według danych z 2016 r. 7,8% mieszkańców w gospodarstwach domowych woj. lubelskiego miało wydatki poniżej granicy ubóstwa skrajnego (tzn. znajdowało się poniżej minimum egzystencji).

### Przemysł
Do największych zakładów przemysłowych woj. lubelskiego należą: Zakłady Azotowe „Puławy” S.A., Lubelski Węgiel „Bogdanka” S.A., Wytwórnia Sprzętu Komunikacyjnego PZL – Świdnik S.A., Fabryka Kabli „Elpar” sp.z.o.o. w Parczewie, Fabryka Łożysk Tocznych „Kraśnik” S.A., „Perła” Browary Lubelskie S.A. w Lublinie, Spółdzielnia Mleczarska „Spomlek” w Radzyniu Podlaskim, Okręgowa Spółdzielnia Mleczarska „Ryki”, OSM „Krasnystaw”, Emperia Holding S.A. (sieć Stokrotka), Zakład Mięsny „Wierzejki” sp.j. w Płudach, Pol-Skone sp.z.o.o. w Lublinie, Roto sp.z.o.o. w Lubartowie, Remzap sp.z.o.o. w Puławach, Solbet Lubartów S.A.
Do kluczowych przedsiębiorstw działających na terenie województwa lubelskiego można zaliczyć również: Black Red White S.A. w Biłgoraju, Nałęczów Zdrój sp.z.o.o. w Drzewcach k. Nałęczowa (producent wody Cisowianka), Nestlé Polska S.A. w Bochotnicy (producent wody Nałęczowianka), Mostostal Puławy S.A., Cemex Polska w Chełmie, Zakłady Mięsne „Łuków” S.A., Reypol Sp.j. w Janowcu, Stella Pack S.A. w Lubartowie, Drukarnia DAKO Sp. j. w Lubartowie, ZPH Stanisław Krzaczek w Klikawie.

### Surowce mineralne, wydobycie
Część województwa obejmuje Lubelskie Zagłębie Węglowe.
Zasoby surowców mineralnych:
- Węgiel kamienny w okolicach Łęcznej, Puchaczowa, Bogdanki[25] wydobywany w dwóch kopalniach: KWK Bogdanka i KWK Stefanów,
- niewielkie złoża ropy naftowej i gazu ziemnego m.in. w okolicach Lublina (Minkowice, Ciecierzyn, okolice Abramowa) oraz w pobliżu Zamościa – wyeksploatowane,[potrzebny przypis]
- wapienie – tereny Roztocza Zachodniego i Środkowego,[potrzebny przypis]
- złoża glaukonitu i bursztynu na terenie Wysoczyzny Lubartowskiej, na północ od Lubartowa[26][27].
- opoki i margle na obszarze na zachód od Chełma (m.in. kopalnie odkrywkowe w Rejowcu), a także nad brzegami Wisły.[potrzebny przypis]
- Kreda wydobywana w kopalni odkrywkowej na terenie miasta Chełm[potrzebny przypis]

## Transport

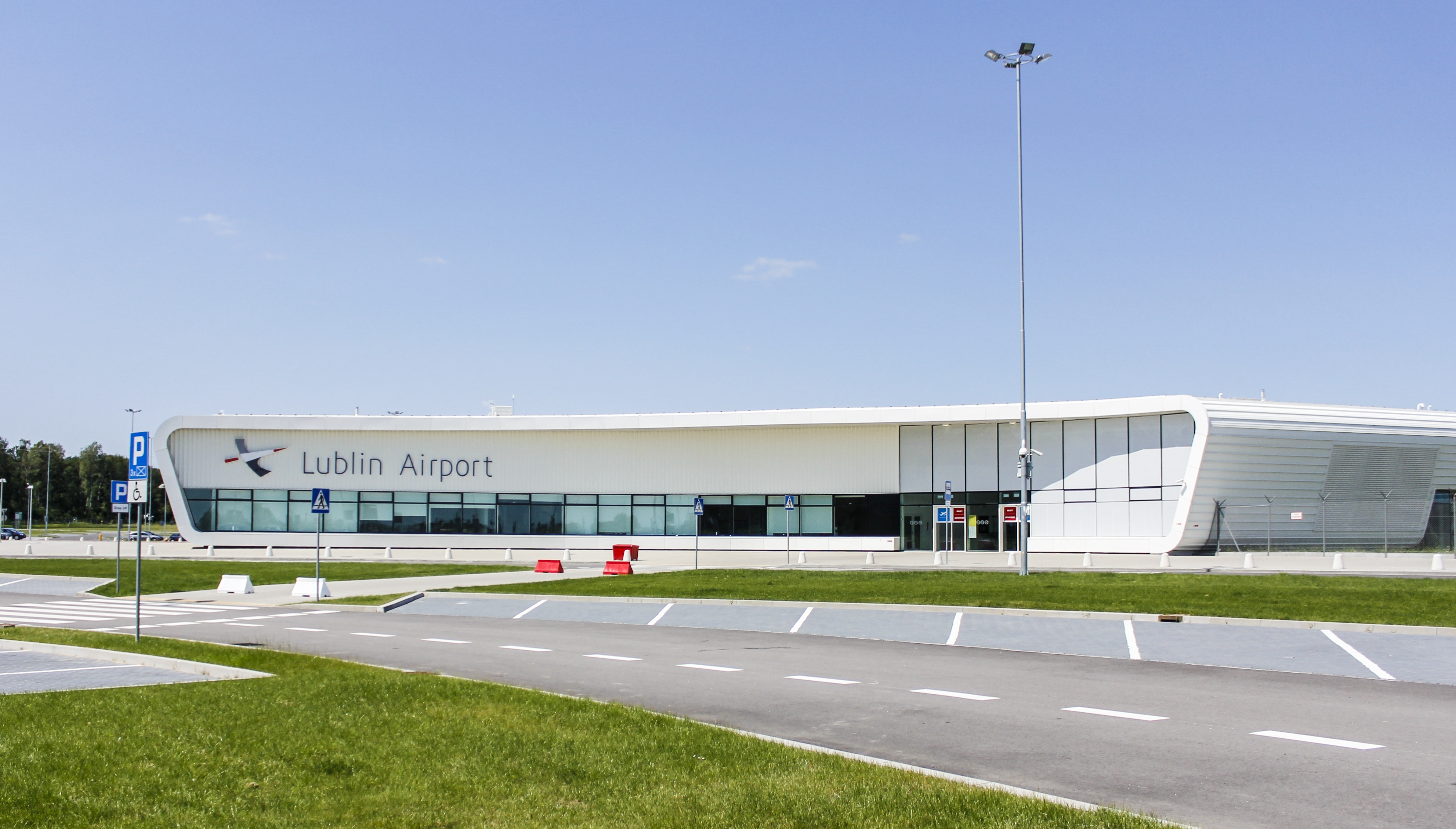
Port lotniczy Lublin

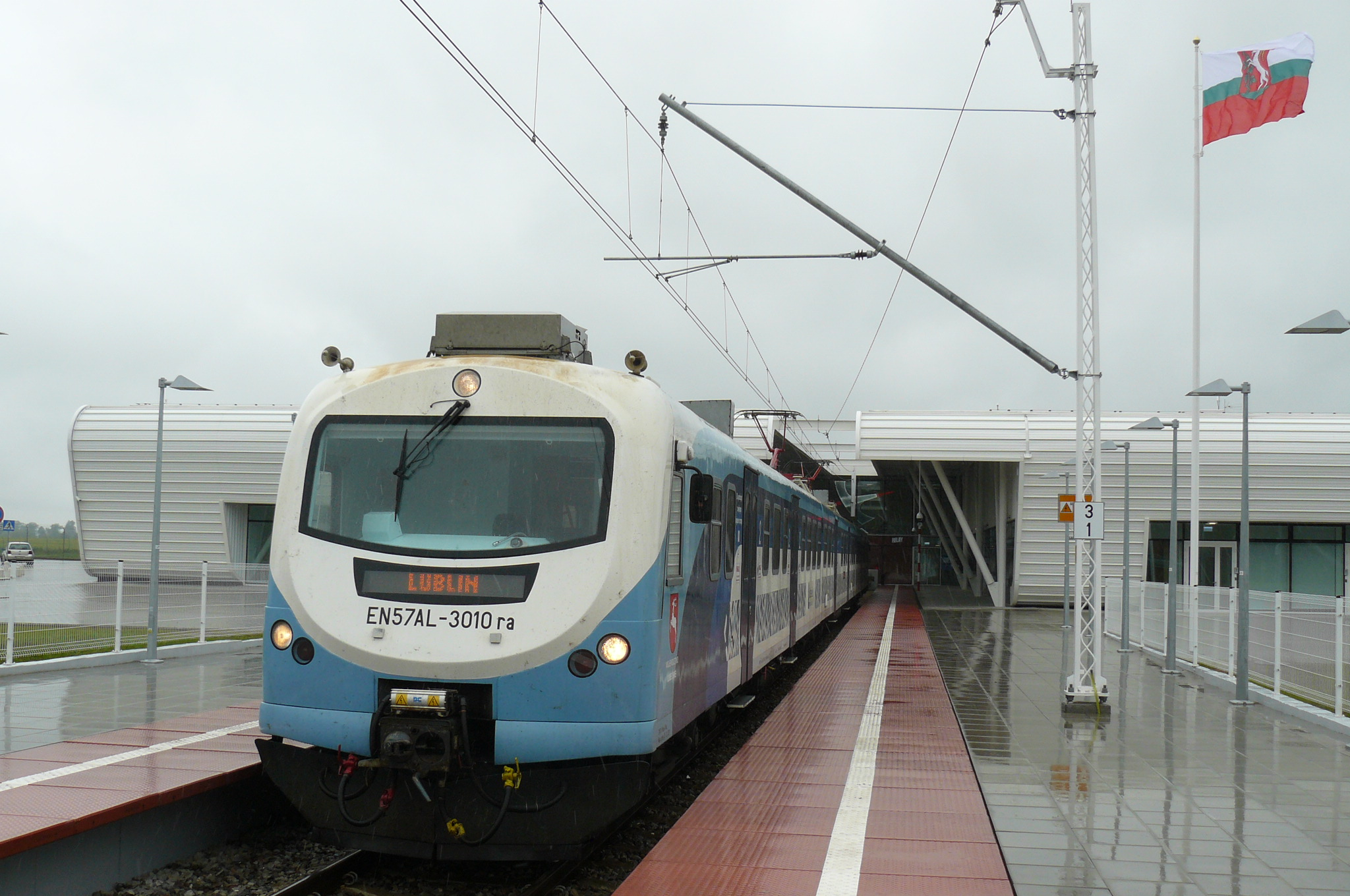
EN57AL-3010 na stacji Lublin Airport w Świdniku

Port lotniczy Lublin zlokalizowany jest w Świdniku, około 10 km od centrum Lublina. Lotnisko zajmuje 250 ha, a pas startowy ma 2,5 km długości i jest ono skomunikowane szynobusem z Dworcem PKP Lublin Główny. Około 12 km na południowy zachód od miasta leży lotnisko Lublin-Radawiec w Radawcu Dużym.
W 2019 gęstość linii kolejowych w przeliczeniu na 100 km kw. w województwie wynosiła 3,6 km. Był to drugi najniższy wynik w skali kraju. Dla ostatniego na liście województwa (podlaskiego) wynosił on 3,54, a dla trzeciego od końca (warmińsko-mazurskiego) – 4,58. W 2021 marszałek województwa lubelskiego poinformował, że do 2030 zostanie wybudowanych lub zmodernizowanych ok. 140 km linii kolejowych. Chodzi o odcinki: między kopalnią Bogdanka, przez Łęczną do Lublina, między Rejowcem a Zamościem oraz między Włodawą a Chełmem. W 2021 trwały już prace nad połączeniami Biłgoraj – Janów Lubelski – Kraśnik oraz Lublin – Łuków.
W 2014 województwo lubelskie było właścicielem 13 autobusów szynowych, kupionych przez Urząd Marszałkowski oraz leasingowało 5 jednostek elektrycznych.
| Seria  | Typ   | Numery           | Liczba | Producent                       |               |
| ------ | ----- | ---------------- | ------ | ------------------------------- | ------------- |
| SA103  | 214Ma | 005, 007, 012    | 3      | Pesa                            | [ 29 ]        |
| SA107  | 211M  | 001, 002         | 2      | Kolzam                          | [ 29 ]        |
| SA134  | 218Md | 015–019, 026–028 | 8      | ZNTK „Mińsk Mazowiecki”         | [ 29 ]        |
| EN57AL | 5B/6B | 3006–3010        | 5      | Pafawag/ZNTK „Mińsk Mazowiecki” | [ 30 ] [ 31 ] |
| EN98A  | 37WEa | 001–009          | 9      | Newag                           | [ 32 ]        |

## Środowisko i jego ochrona

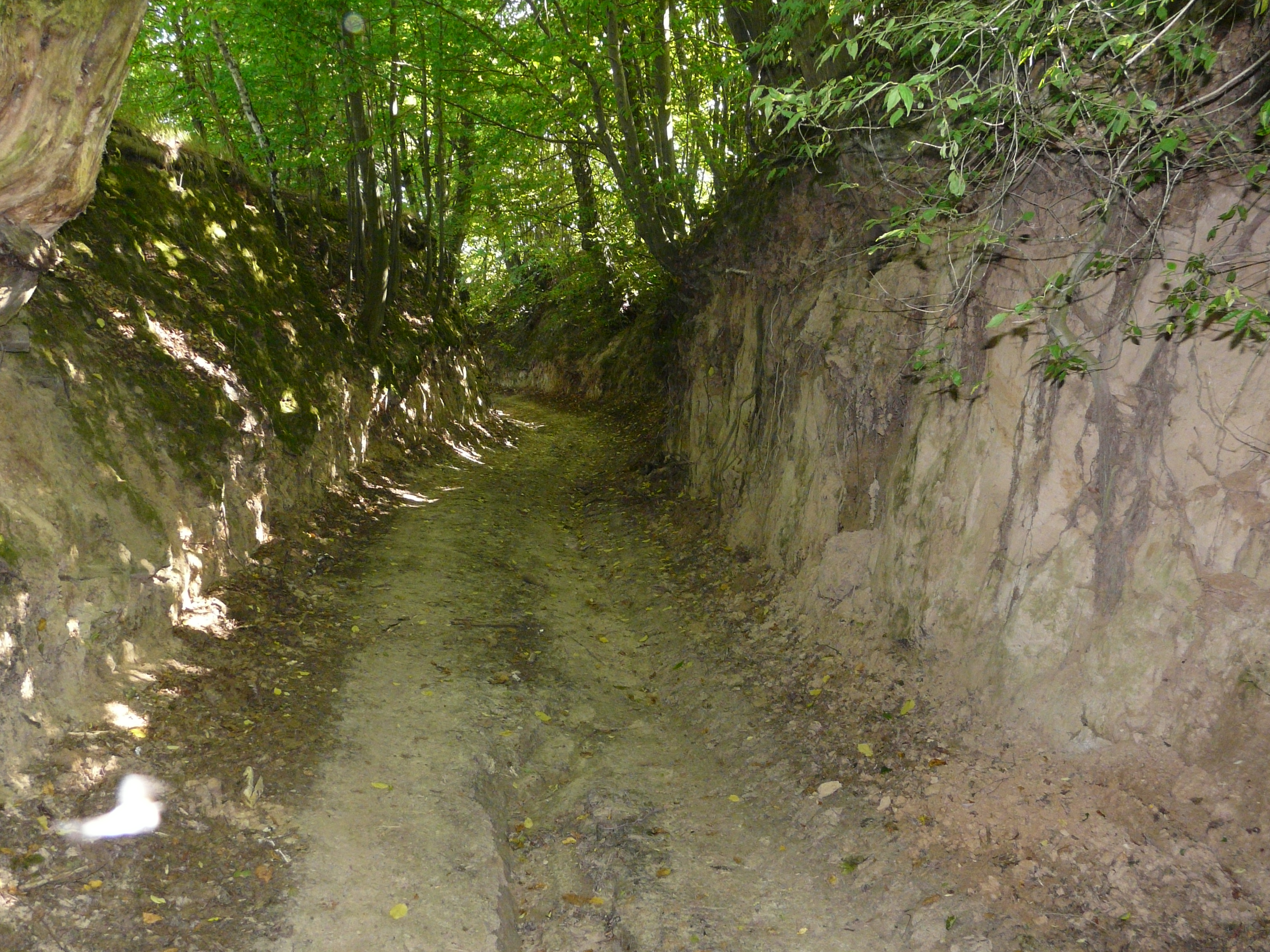
Wawóz lessowy w lesie między Pniakami a Kraśniczynem

Duże kompleksy leśne: Lasy Janowskie i Puszcza Solska tworzące zwarty ciąg w południowej części regionu, Lasy Sobiborskie, Włodawskie i Parczewskie na wschodzie oraz Lasy Kozłowieckie i Łukowskie na północ od Lublina. Mają tu granice zasięgów takie gatunki drzew jak np.: buk pospolity, jodła pospolita, dąb bezszypułkowy.
Według danych z 31 grudnia 2012 r. w woj. lubelskim lasy obejmowały powierzchnię 580,1 tys. ha, co stanowiło 23,1% jego powierzchni. 12,0 tys. ha lasów znajdowało się w obrębie parków narodowych.
Obok Roztoczańskiego Parku Narodowego jest obszar Pojezierza Łęczyńsko-Włodawskiego – jedynego pojezierza w Polsce znajdującego się poza zasięgiem ostatniego zlodowacenia. W 2002 r. obszarowi temu UNESCO nadało status Międzynarodowego Rezerwatu Biosfery „Polesie Zachodnie”. W centralnej części tego rezerwatu znajduje się Poleski Park Narodowy. Docelowo będzie to jeden z nielicznych na świecie trójpaństwowych rezerwatów biosfery: polsko-ukraińsko-białoruski.

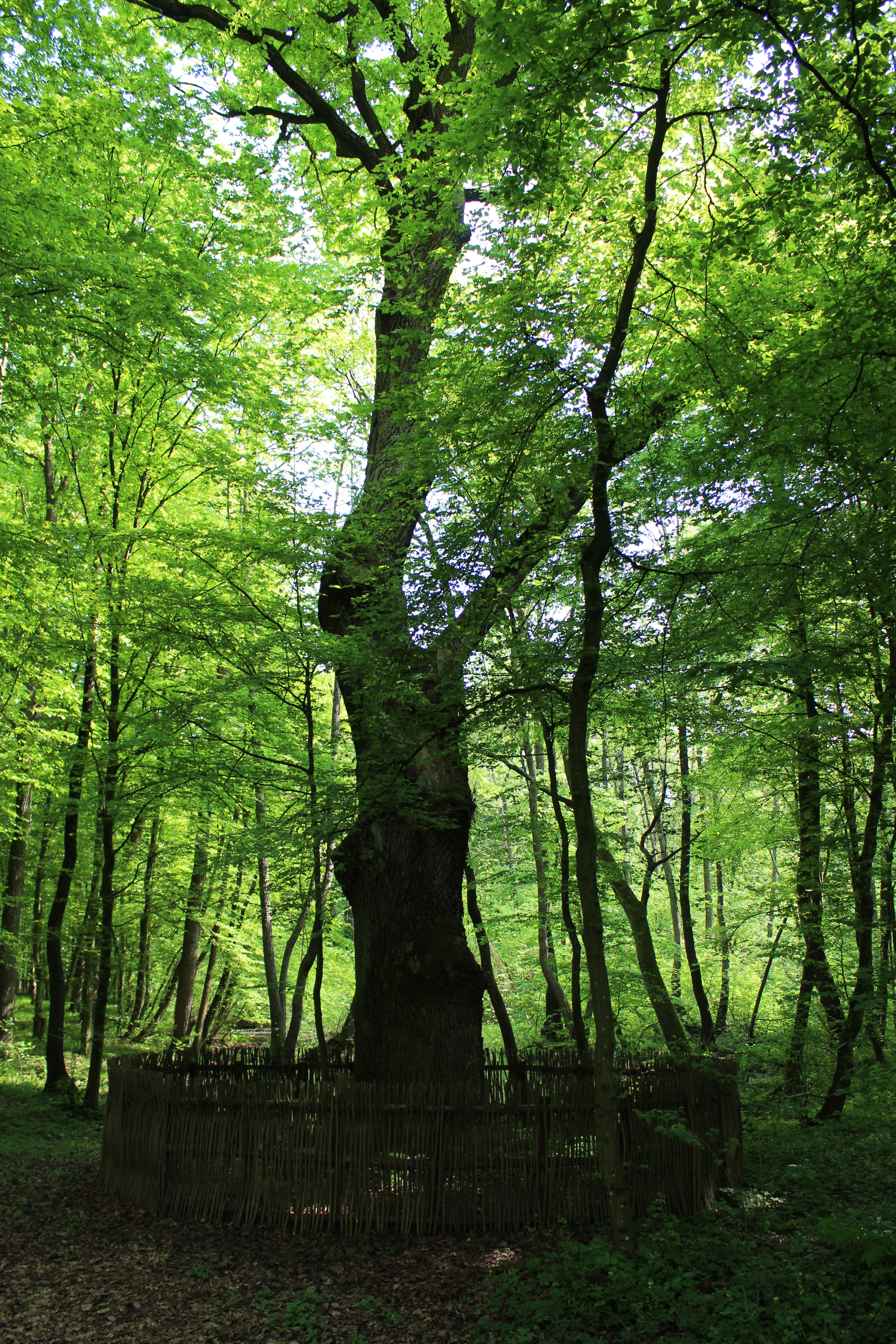
Poleski Park Narodowy – ścieżka przyrodnicza „Dąb Dominik”

Na terenie województwa lubelskiego znajdują się dwa parki narodowe:
1. Poleski Park Narodowy
2. Roztoczański Park Narodowy

17 parków krajobrazowych:
1. Chełmski Park Krajobrazowy
2. Kazimierski Park Krajobrazowy
3. Kozłowiecki Park Krajobrazowy
4. Krasnobrodzki Park Krajobrazowy
5. Krzczonowski Park Krajobrazowy
6. Nadwieprzański Park Krajobrazowy
7. Park Krajobrazowy Lasy Janowskie
8. Park Krajobrazowy Podlaski Przełom Bugu
9. Park Krajobrazowy Pojezierze Łęczyńskie
10. Park Krajobrazowy Puszczy Solskiej
11. Poleski Park Krajobrazowy
12. Południoworoztoczański Park Krajobrazowy
13. Skierbieszowski Park Krajobrazowy
14. Sobiborski Park Krajobrazowy
15. Strzelecki Park Krajobrazowy
16. Szczebrzeszyński Park Krajobrazowy
17. Wrzelowiecki Park Krajobrazowy

Według stanu na 2024 w województwie było 91 rezerwatów przyrody. W 2019 r. na obszarze województwa znajdowało się 1437 pomników przyrody. Wśród nich najliczniejszą grupę stanowiły pojedyncze drzewa (1103), grupy drzew (179), głazy narzutowe (40), aleje przydrożne (41), jaskinie (7) i 67 innych obiektów. W 2019 r. na obszarze województwa znajdowały się 4 stanowiska dokumentacyjne, 276 użytków ekologicznych oraz 7 zespołów przyrodniczo-krajobrazowych.

## Nauka i oświata

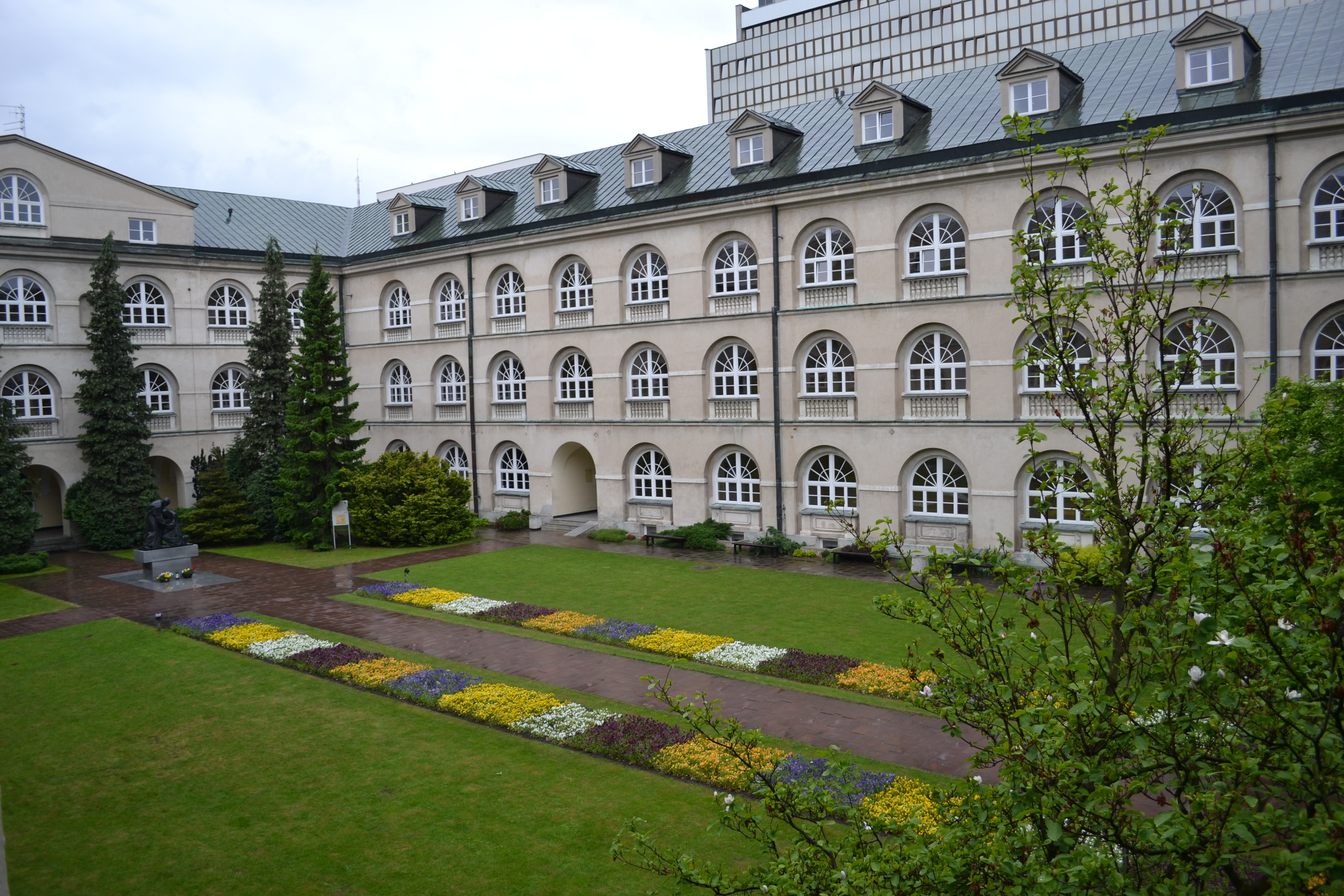
Katolicki Uniwersytet Lubelski Jana Pawła II

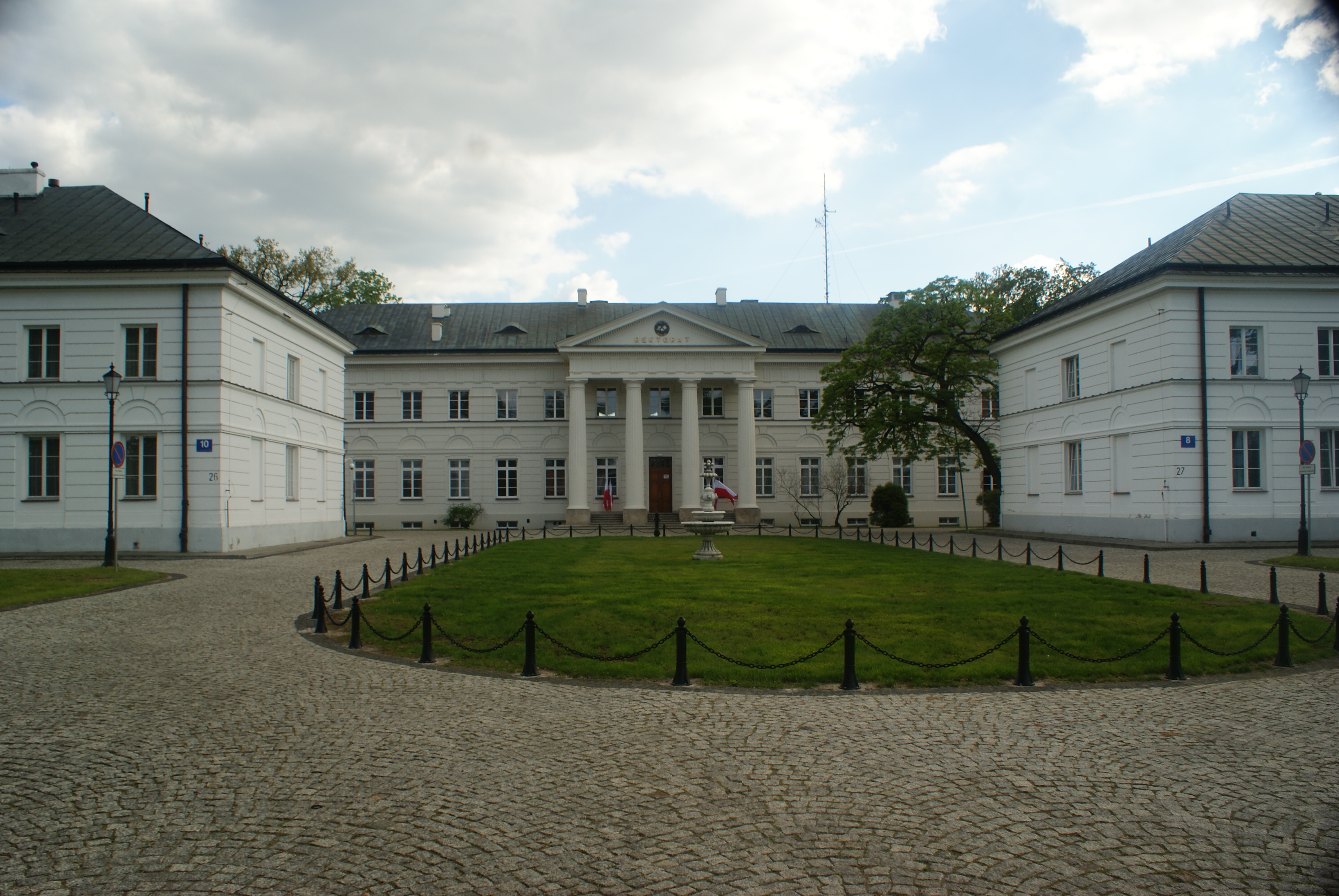
Rektorat Wyższej Szkoły Oficerskiej Sił Powietrznych w Dęblinie

Centrum naukowym województwa lubelskiego jest Lublin, w którym siedziby mają cztery uniwersytety oraz kilka innych uczelni wyższych. W pozostałych największych miastach województwa znajdują się ośrodki zamiejscowe oraz uczelnie niepubliczne.

## Bezpieczeństwo publiczne
W województwie lubelskim działa centrum powiadamiania ratunkowego, które znajduje się w Lublinie i które obsługuje zgłoszenia alarmowe kierowane do numerów alarmowych 112, 997, 998 i 999.

## Administracja

### Samorząd wojewódzki
Organem uchwałodawczym jest Sejmik Województwa Lubelskiego, składający się z 33 radnych. Sejmik wybiera organ wykonawczy województwa, którym jest Zarząd Województwa Lubelskiego, składający się z 5 członków z przewodniczącym mu marszałkiem. Siedzibą sejmiku województwa jest Lublin. Obecnie Marszałkiem Województwa Lubelskiego jest Jarosław Stawiarski.

### Administracja rządowa
Organem administracji rządowej jest wojewoda lubelski, wyznaczany przez Prezesa Rady Ministrów. Siedzibą wojewody jest Lublin.
| Nr | Wojewoda             | Okres urzędowania    | Okres urzędowania    | Premier                           |
| Nr | Wojewoda             | od                   | do                   | Premier                           |
| -- | -------------------- | -------------------- | -------------------- | --------------------------------- |
| 1  | Krzysztof Michalski  | 1 stycznia 1999      | 18 lutego 2000       | Jerzy Buzek                       |
| 2  | Waldemar Dudziak     | 28 lutego 2000       | 22 października 2001 | Jerzy Buzek                       |
| 3  | Andrzej Kurowski     | 22 października 2001 | 7 grudnia 2005       | Leszek Miller i Marek Belka       |
| 4  | Wojciech Żukowski    | 7 grudnia 2005       | 29 listopada 2007    | Kazimierz Marcinkiewicz           |
| 4  | Wojciech Żukowski    | 7 grudnia 2005       | 29 listopada 2007    | Jarosław Kaczyński                |
| 5  | Genowefa Tokarska    | 29 listopada 2007    | 26 października 2011 | Donald Tusk                       |
| 6  | Jolanta Szołno-Koguc | 12 grudnia 2011      | 11 marca 2014        | Donald Tusk                       |
| 7  | Wojciech Wilk        | 12 marca 2014        | 11 listopada 2015    | Donald Tusk                       |
| 7  | Wojciech Wilk        | 12 marca 2014        | 11 listopada 2015    | Ewa Kopacz                        |
| 8  | Przemysław Czarnek   | 8 grudnia 2015       | 11 listopada 2019    | Beata Szydło i Mateusz Morawiecki |
| 9  | Lech Sprawka         | 25 listopada 2019    | 20 grudnia 2023      | Mateusz Morawiecki                |
| 10 | Krzysztof Komorski   | 20 grudnia 2023      | urzędujący wojewoda  | Donald Tusk                       |

## Architektura

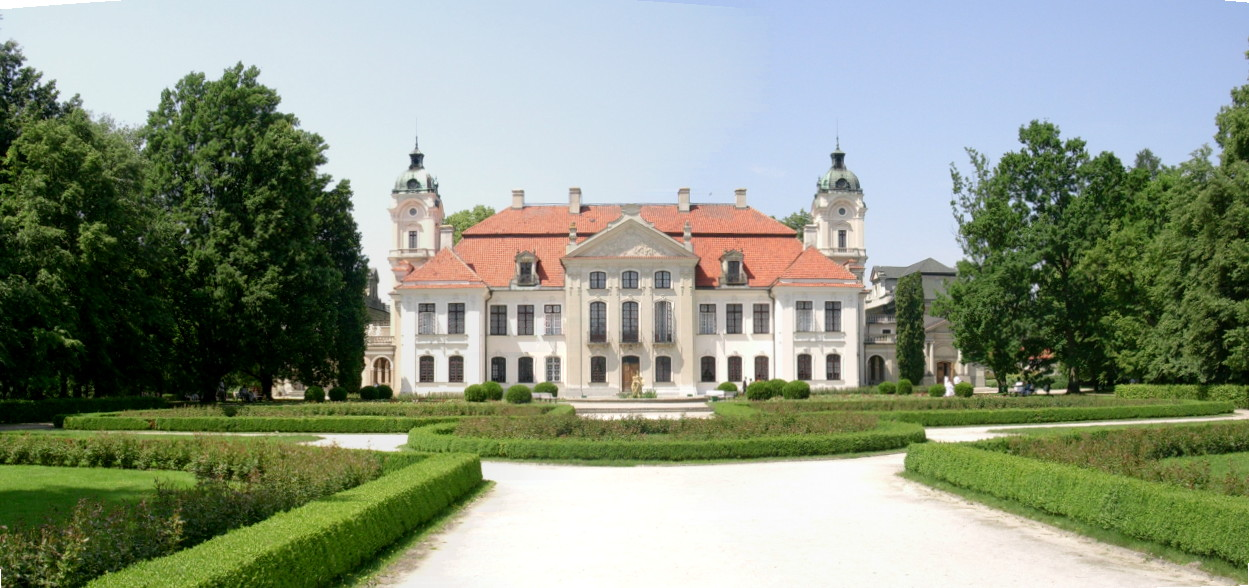
Pałac w Kozłówce

### Obiekty sakralne
Najwięcej obiektów o charakterze sakralnym znajduje się w Lublinie.
Protestancką architekturę sakralną reprezentuje luterański kościół św. Trójcy w Lublinie, a także ruiny zboru kalwińskiego w Piaskach oraz Wieża Ariańska w Wojciechowie. Prawosławie jest reprezentowane przez cerkiew Przemienienia Pańskiego w Lublinie, zaś grekokatolicyzm – przez drewnianą cerkiew Narodzenia NMP na terenie Muzeum Wsi Lubelskiej. Mariawityzm reprezentuje drewniany kościół Przenajświętszego Sakramentu w Łanach koło Markuszowa, a polskokatolicyzm kościół Serca Jezusowego w Zamościu.
Żydowską architekturę reprezentuje w Lublinie talmudyczna uczelnia Jeszywas Chachmej Lublin, natomiast poza Lublinem synagogi, m.in. w Łęcznej, Kraśniku, Kazimierzu Dolnym i Zamościu.

### Zamki i ich ruiny
W Lublinie mieści się Zamek przy Starym Mieście, z romańskim donżonem. W obrębie Lublina znajdują się również ruiny zamku w Jakubowicach Murowanych. W Kazimierzu Dolnym mieszczą się ruiny zamku z XVI w. oraz baszta obronna z XIV w. W pobliskiej Bochotnicy znajdują się pozostałości niewielkiego zamku Firlejów, zwanego potocznie „zamkiem Esterki”. Ruiny zamku mieszczą się również w Zawieprzycach. Także Wieża Ariańska w Wojciechowie i zespół zamkowo-pałacowy w Czemiernikach miały charakter obronny.

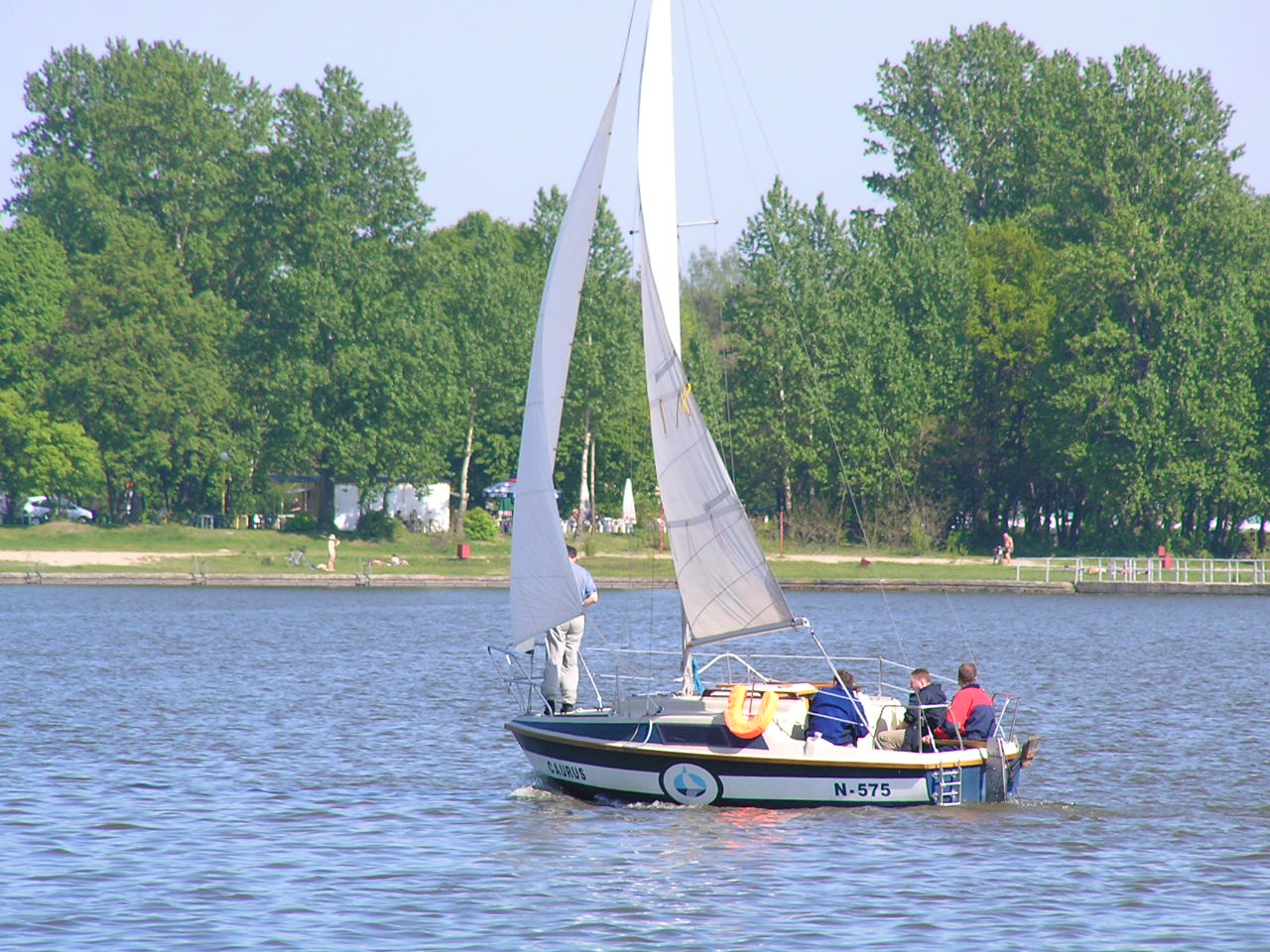
Zalew Zemborzycki – miejsce sportu i rekreacji

## Turystyka
W lubelskim znajdują się dwie trasy podziemne. W Lublinie funkcjonuje ok. 300-metrowa Lubelska Trasa Podziemna, wiodąca przez piwnice kamienic Starego Miasta. Druga trasa to unikatowe w skali Europy Podziemia Kredowe w Chełmie.
Regiony turystyczne: Roztocza, Puszczy Solskiej i Lasów Janowskich oraz Polesia Lubelskiego.